# Château de Beuggen
Le château de Beuggen, mentionné sous Buchem (1215), Buchein (1253), (1253), Büken Bivcheim Beukheim (1266) ou Beuken est situé à 20 km à l'est de Bâle, sur la rive bade-wurtembergeoise du Rhin, sur le territoire de la ville de Rheinfelden (Baden) dans l'arrondissement de Lörrach. Construit par l'ordre teutonique, il fut, de 1288 à 1455, le siège du bailliage teutonique de Souabe, Alsace et Bourgogne. Il est aujourd’hui le plus ancien édifice cet ordre encore en place. Après la dissolution de l'ordre en 1806, le château fut utilisé deux ans comme hôpital pendant les guerres de libération contre Napoléon. Selon une théorie, Kaspar Hauser, dont l'identité est obscure, y aurait vécu un an et demi, entre 1815 et 1816. De 1820 à 1980, il a servi de foyer pour enfants. Aujourd'hui le château de Beuggen sert de lieu de rencontre et de réunion à l'Église protestante luthérienne en Bade et accueille divers événements.

## Histoire

### Commanderie Teutonique de 1246 à 1806

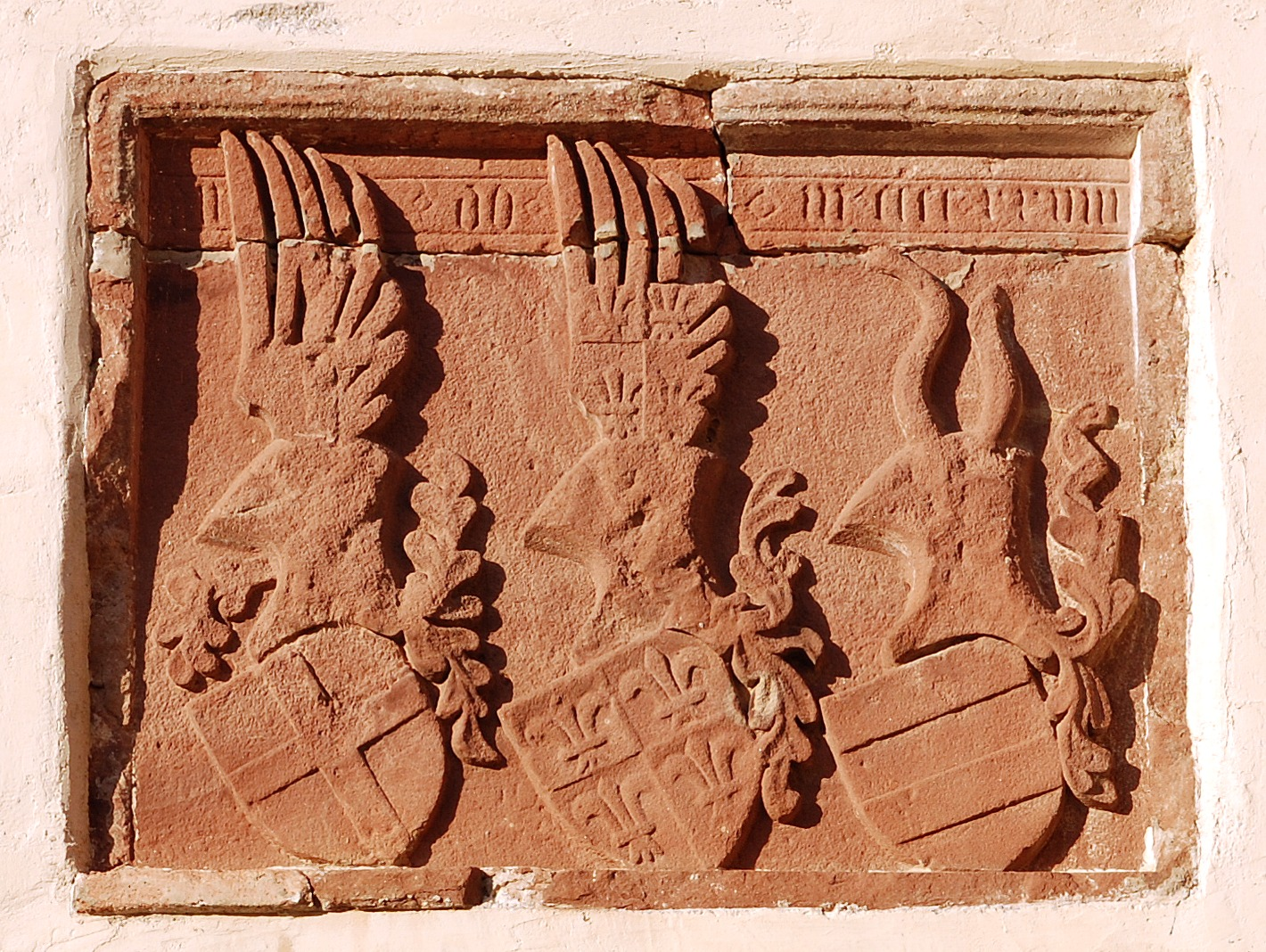
Armoiries de l'ancien château. De gauche à droite : ordre teutonique, commandeur provincial Louis de Landsee, Commandeur Burkhard de Schellenberg. Premières dates 1428, corrigée plus tard en 1438.

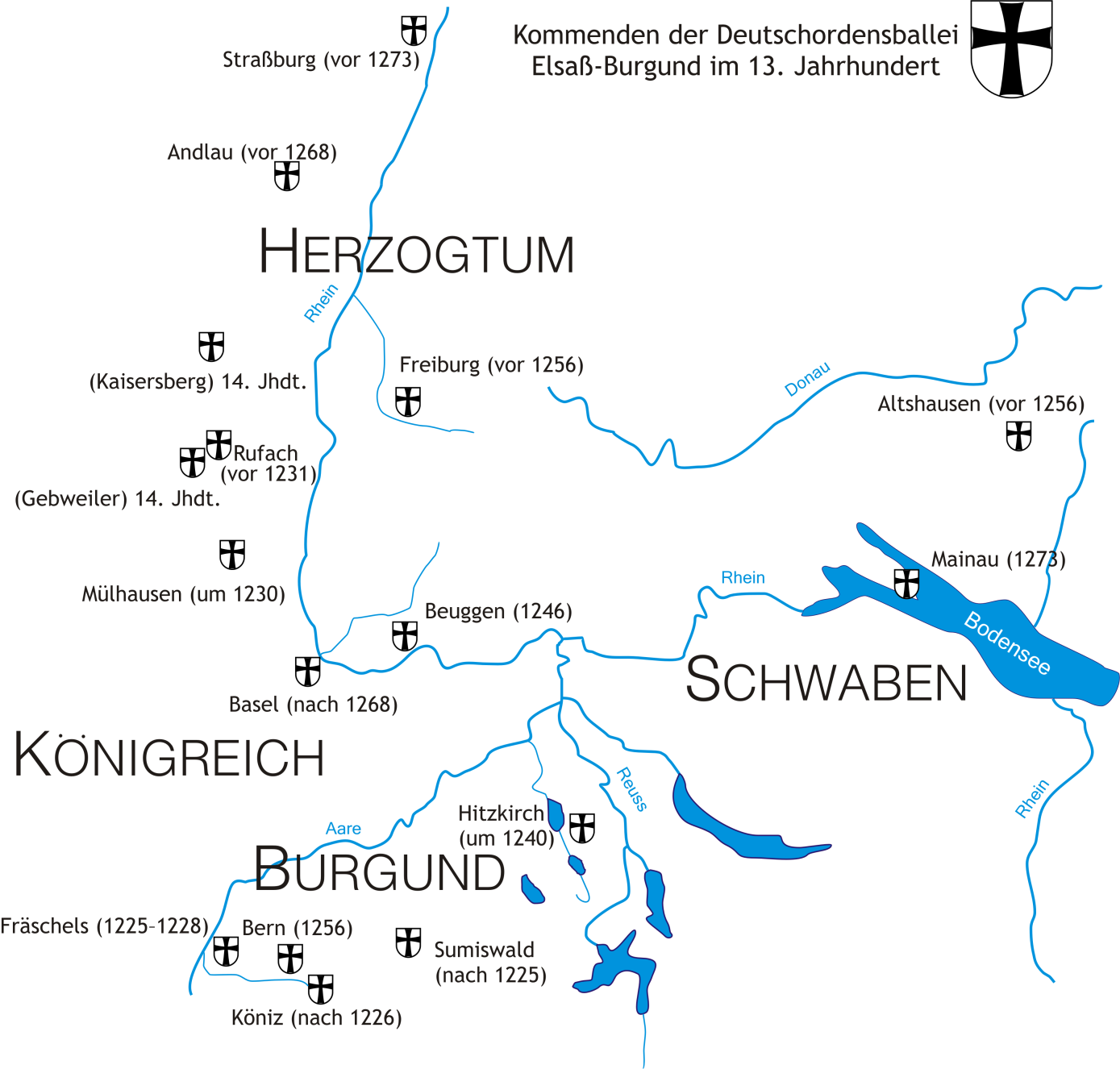
Commanderies des chevaliers teutoniques du bailliage de Bourgogne-Alsace-Soabe au XIIIe siècle.

Le château fut achevé par les Chevaliers teutoniques en 1268 et remonte à un don du ministériel d’Empire Ulrich von Liebenberg du 12 mai 1246. Il avait acquis les droits de propriété du chevalier acquis Mangold de Beuggen, qui vendit le Château de Buckein en règlement d’une importante dette. L'acte, mentionne en plus de la cour de Buckein, une "Église et son château". L'église est l'ancienne paroisse St. Michael de Karsau. L’emplacement du château n'est pas clair. Certaines personnes supposent qu'il se trouvait sur la colline au nord de Beuggen, au niveau de la boucle du Rhin. La Burstelstraße, située sur cette colline, rappelle le site de ce château. Les représentants spirituels présents lors de la donation comme l'Évêque de Bâle Leuthold II de Rötteln. Beuggen a pris la succession de la commanderie de Rouffach de la fin du XIIIe au début du XVe siècle pour jouer le rôle principal dans le bailliage de Bourgogne-Alsace-Souabe. La donation d’Ulrich von Liebenberg a été suivie de peu par celle d’Ita von Klingen, née von Tegerfelden, en 1247, qui a également donné ses possessions de Beuggen aux chevaliers teutoniques.
Probablement vers 1443 ou 1444, Beuggen étant passé sous le contrôle de l’Autriche antérieure, le quartier général du bailliage a été déplacé vers le château d’Altshausen. Les revenus de Beuggen étaient de 1797 Florins au début du XVe siècle, alors que ceux d’Altshausen s’élevaient à 2 155 florins; autres commanderies dans le bailliage dépérissaient. Il y avait deux raisons au transfert du siège de Beuggen vers Altshausen. Tout d'abord, Altshausen était géographiquement moins exposé que Beuggen au menaces des hordes de pillards français. En outre, Altshausen a obtenu dès 1389 des droits de haute justice, ce qui a été une contribution importante à la consolidation de sa puissance. Beuggen la reçoit seulement à la fin du XVIIIe siècle.
Au cours de la guerre des paysans, le château Beuggen a été pris d'assaut et saccagée en mai 1525. Ces paysans détruisirent de nombreux documents témoignant de leur dépendance. Le Commandeur Ludwig von Reischachs s'enfuit à Bâle et s'y convertit au luthéranisme. De l'expérience de guerre des paysans, le successeur de Reischachs, Georges d'Andlau, fit renforcer les fortifications et creuser les fossés et les fit remplir d'eau. Il a mis en place un deuxième mur d'enceinte de cinq tours rondes et brique vieux objectif en faveur de la porte haute-1534 construit avec une plus grande continuité. Entre 1585 et 1598, le nouveau château a été construit. Pendant la guerre de trente ans, le château fut la cible d'attaques et de pillage. Les Suédois assiègent et conquièrent deux fois la ville de Rheinfelden en 1633 et 1638 depuis Beuggen. Six jours après la conclusion de la paix le 30 novembre 1648, le commandeur provincial d'Alsace Stain a remis un rapport complet au gouvernement de l'ordre à Mergentheim. Strasbourg, Rouffach, Mulhouse, Bâle, Andlau, Guebwiller et Kaysersberg la Commanderie de Beuggen a été perdu pendant de nombreuses années comme une possession. L'Alsace bailliage a dû payer une rançon de 12 400 florins à la Suède.

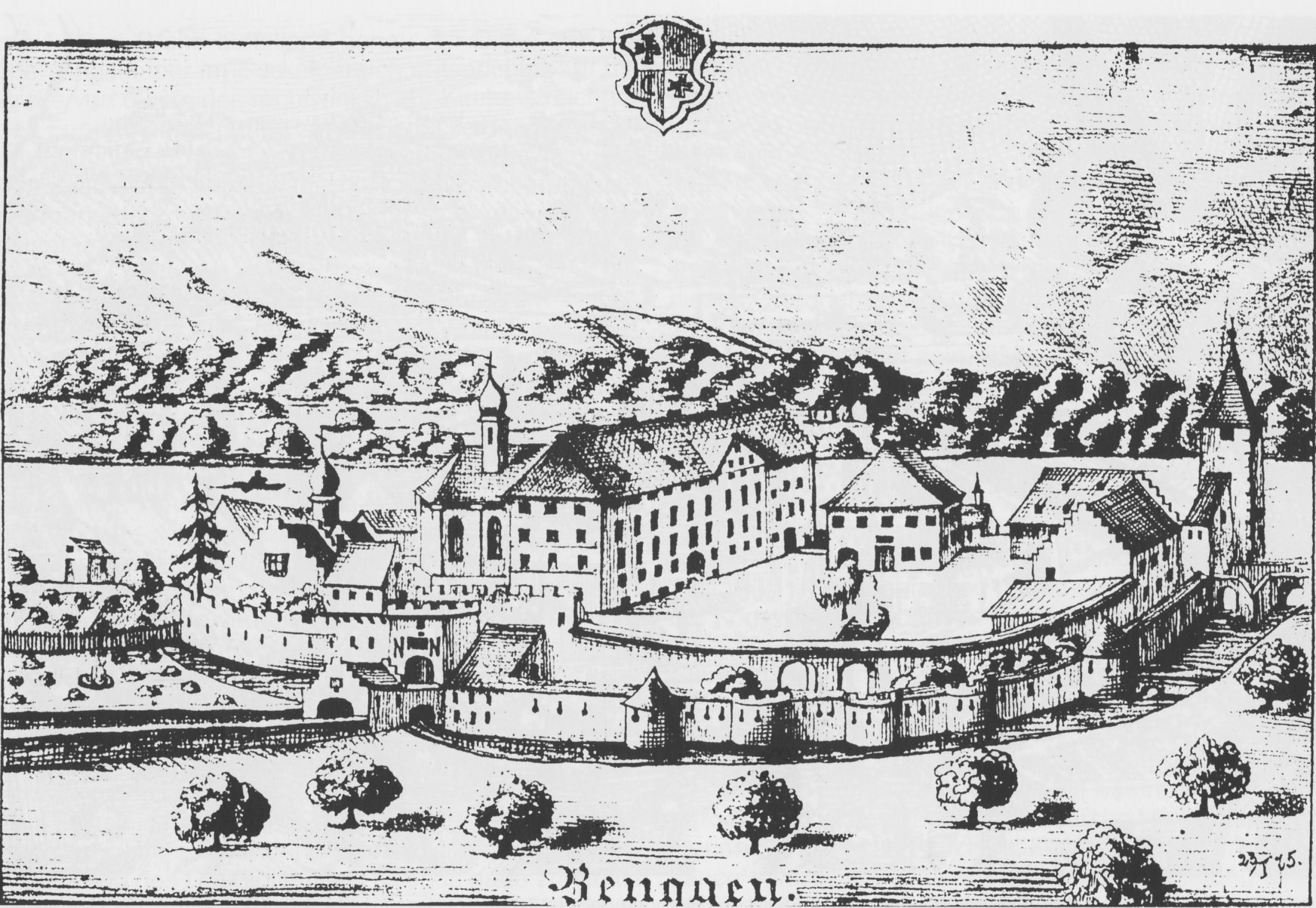
Vue du château de Beuggen en 1775
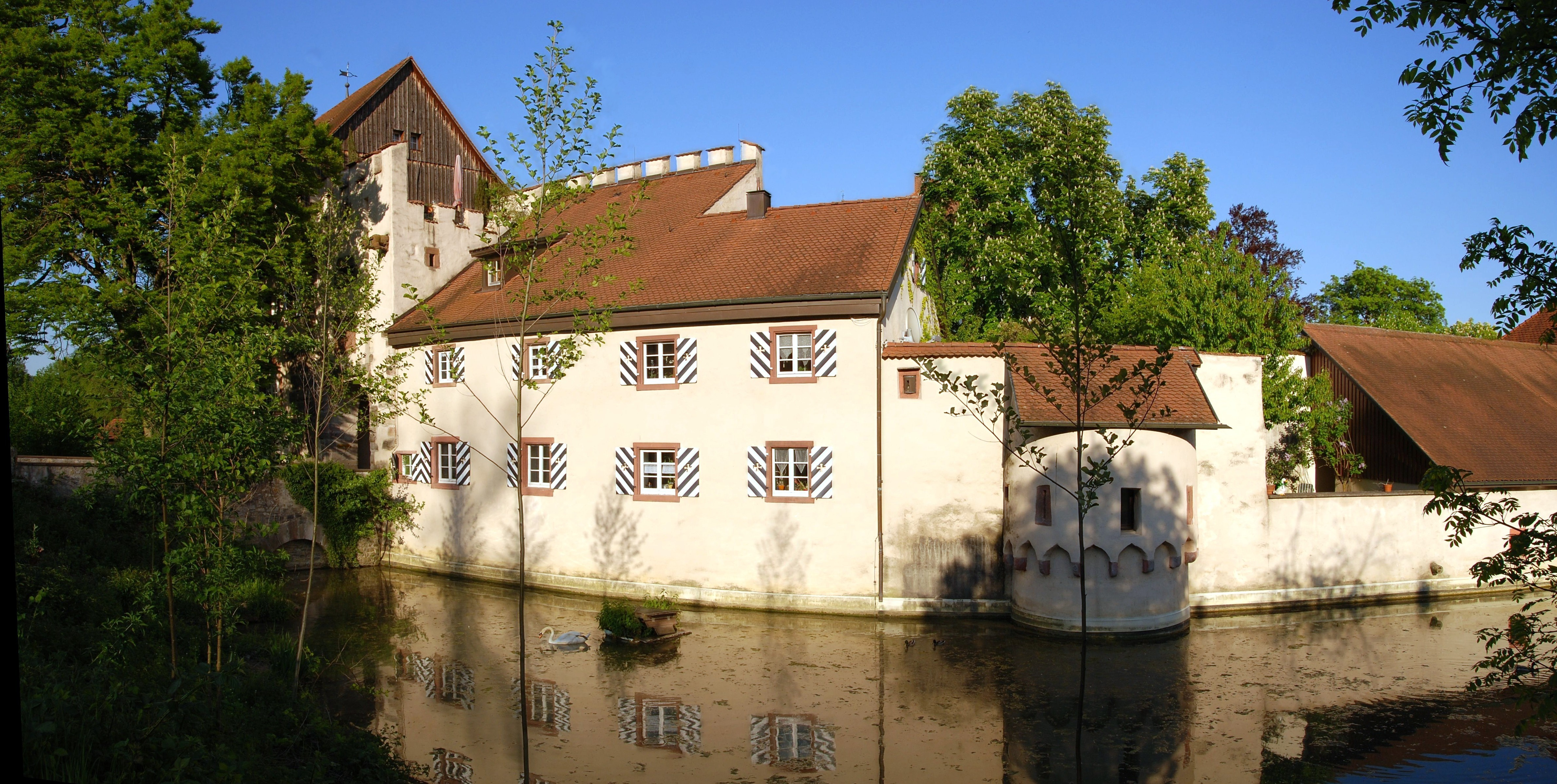
Entrée de la porterie de l’ancienne commanderie teutonique
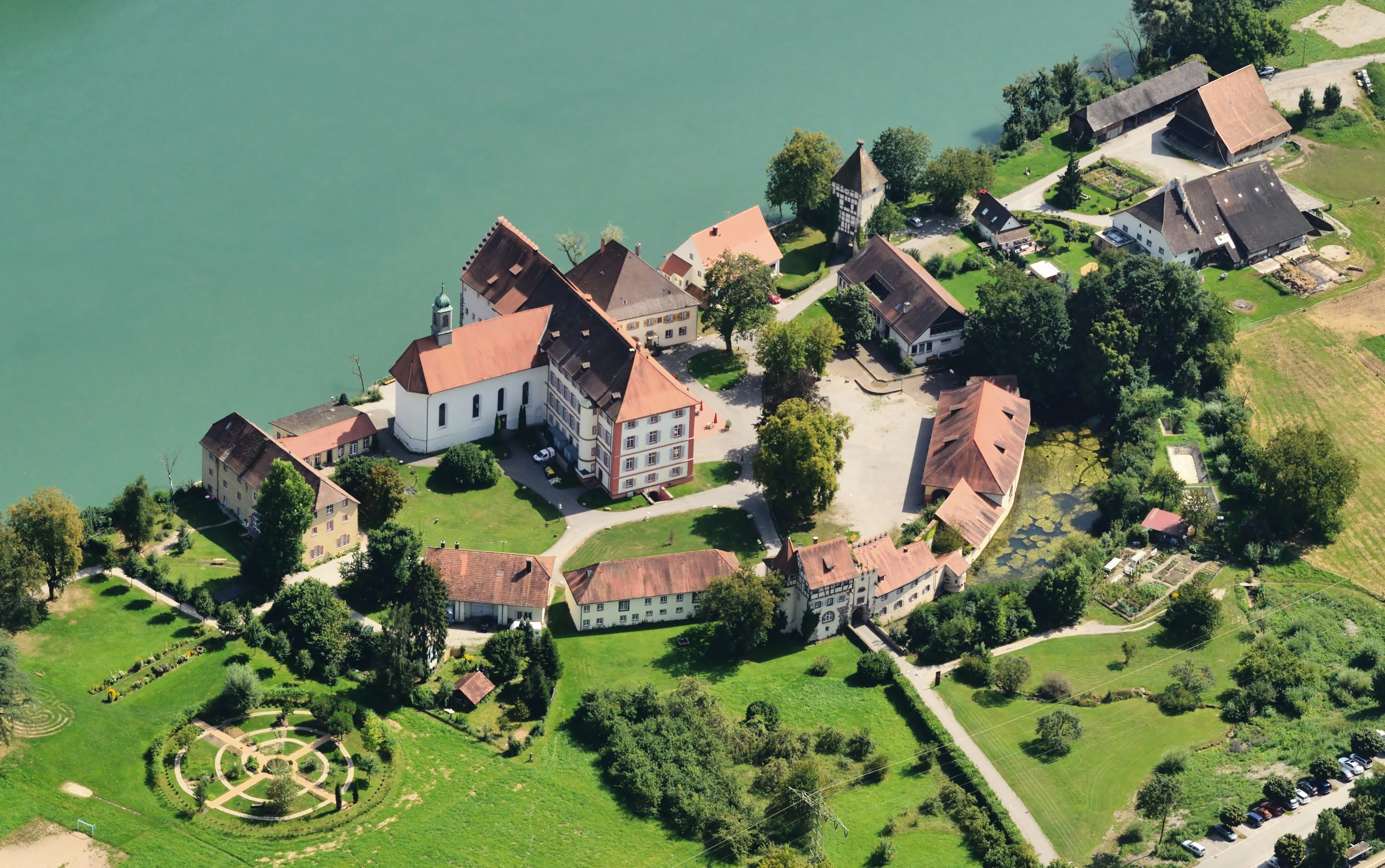
Photographie aérienne de Beuggen

Beuggen comptait parmi les trois maisons de bailliage qui sont subordonnées à la propriété territoriale de l'Autriche de Fribourg et Mulhouse. Cette domination des Habsbourg était contraire aux privilèges religieux et donc l'ordre teutonique a essayé aux XVIe et XVIIe siècles de se défaire de l'encombrante influence des Habsbourg, mais cela a échoué.
De 1752 à 1757, le château fut converti par l'architecte de l'ordre Johann Caspar bagnato en construction de style Baroque et complétée d'une extension qui a plus que doublé sa taille. Le jardin du château a également été baroquisé et agrandi, et l'Orangerie construite.
Épargné au départ par la sécularisation de 1803, l'ordre teutonique a finalement été exproprié en 1806. L'église du château et l'ancienne Firmerie (infirmerie) ont été transférés en possession de la paroisse catholique de Karsau. Le restant a été transformé en domaine d'état du grand-duché de Bade. Du jardin du château, il ne subsiste plus que les structures (limites de propriété, allée de tilleuls et maison du jardinier sur le Rhin, une ancienne porte du jardin). L'Orangerie a été démolie, les orangers ont été transférés à Bâle.

### Liste des commandeurs de Beuggen, Allemagne
Mandat Commandant
Mandat Commandant 1248-1255. Chevalier Gottfried de Rouffach
1386 Heinrich von Schletten
1587 Hans Hartmann Hallwyl 1257-1263 H. commendator
1387 Vincenz von Bubenberg
1593-1595. Hans Hartmann von Hallwyl 1266-1267 Reinlo Stottinsheim
1388 Rudolf von Randegg
1598-1599. Hans Hartmann von Hallwyl 1269 Rudolf von Ofmaningen
1389 Vincenz von Bubenberg
1602-1603. Hans Hartmann von Hallwyl 1269 Rudolf von Iberg
1391-1398 Marquart de Bade
1604-1608. Hans Heinrich von Schienen und von Strotzburg 1272/76 Ulrich Walter von Klingen
1399 Adolf von Virminie
1609-1625. Johann Kaspar von Stadion 1281/84 Rudolf von Iberg
1400-1406 Marquart de Bade
1625 Hans Jakob Freiherrvon Stain 1285 Konrad von Hagenbach
1407-1408. Stephan Ströwin
1626 Johann Kaspar von Stadion 1286/89 Ulrich von Jestetten
1409-1413 Marquart de Bade
1626-1629. Hans Jakob Freiherr von Stain 1291/97 Eberhard von Sulzberg
1416/19 Andreas von Mörsberg
1630-1650. Heinrich Schenk von Kastell 1299/1301 Albrecht von Klingenberg
1422/29 Pantaleon von Heidegg
1653-1660. Philipp Albrecht Freiherr von Berndorff 1305/07 Berthold von Buchegg
1432/40 Burkhard von Schellenberg
1660-1666. Johann Hartmann von Roggenbach 1316/31 Peter von Stoffeln
1444 Hans von Neuhausen
1666-1683. Johann Friedrich von Baaden 1334/36 Heinrich von Bingen
1450 Hans von Freiberg
1684-1688. Eberhart Truchsess von Rheinfelden 1345 Andreas Herenken
1453 Wilhelm von Hailflingen
1688-1718. Johann Franz Freiherr von Reinach 1347/51 Heinrich von Ringgenberg
1457 Burkhard von Schellenberg
1721-1734. Konrad Karl Anton Freiherr von Pfirt 1358 Mangold von Brandis
1461 Hans Rudolf von Weiler
1736-1746. Johann Franz Karl Freiherr von Schönau 1369 Jakob von Reinach
1468-1490. Leonhard von Stetten
1747-1752. Baron Jakob Josef Ignaz Freiherr von Hagenberg 1370/72 Berchtold von Dankersweiler
1494 Reich von Reichenstein
1752-1757. Comte Christian Moritz Eugen Franz von Koenigsegg 1372 1373 Franz Senn von Münsingen, Freiherr von Buchegg
1499-1519. Georg von Homburg
1758-1762. Beatus Anton Eusèbe Freiherr von Schauenburg 1373 Arnold von Schaler
1521-1526. Ludwig von Reischach
1764-1783. Johann Baptist Freiherr von Eptingen 1374 Dietrich von Venningen
1526-1540. George d'Andlau
1784-1791. Franz Joseph Freiherr von Lerchenfeld 1379-1383 Vincenz von Bubenberg
1542-1551 Friedrich von Homburg
1792-1802. Christian Friedrich Truchsess Freiherr von Rheinfelden 1384 Heinrich von Schletten
1555-1581 Hans Kaspar von Jestetten
1802-1805. Friedrich Heinrich Karl Freiherr von Landsberg 1385 Vincenz von Bubenberg
1582-1583. Hans Hartmann von Hallwyl
1806-1810. Administrateur de domaine Ignaz Streicher (pas commandeur)

### Hôpital militaire de 1813 à 1815.

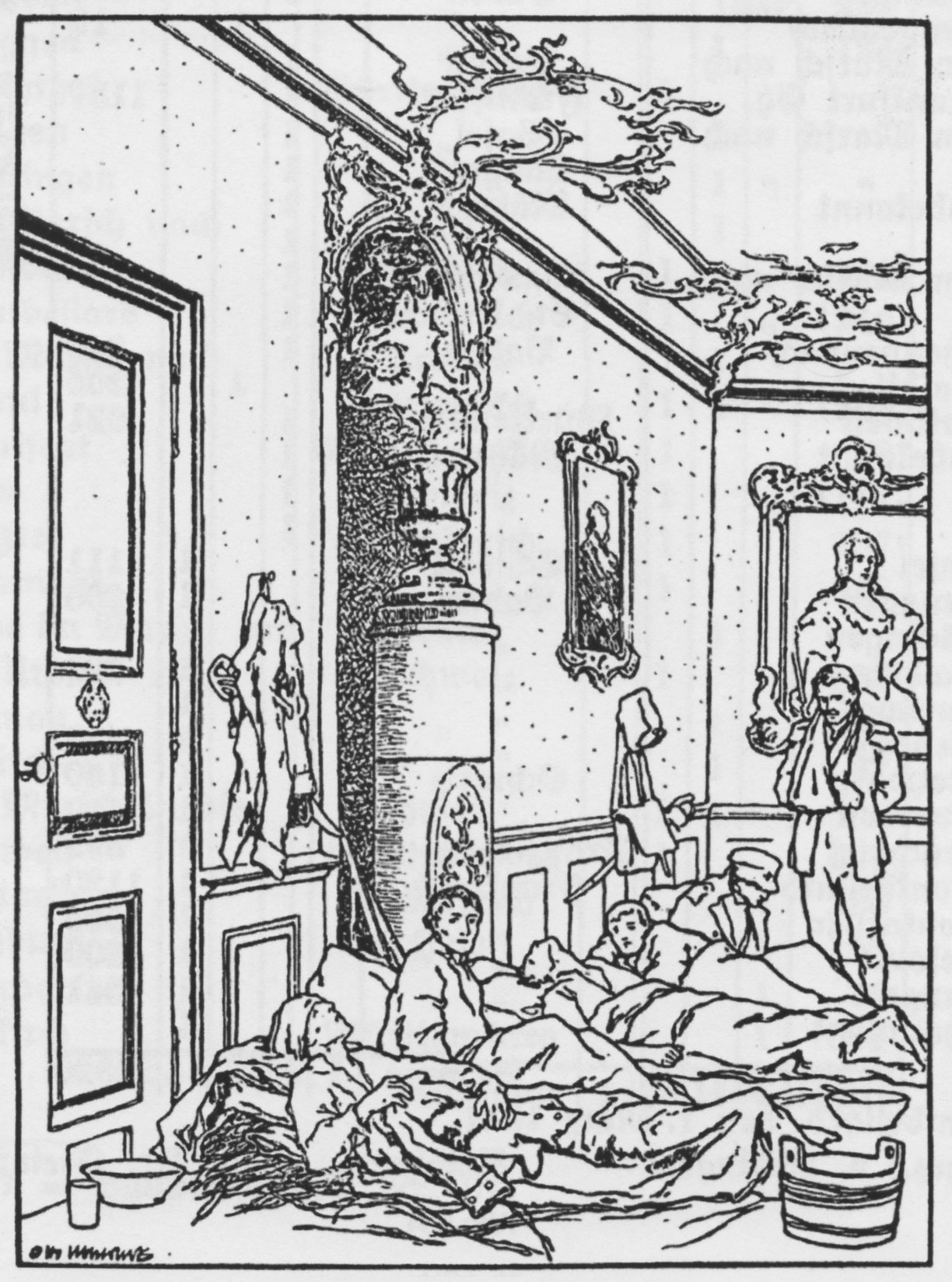
Infirmerie dans la salle de séminaire du château de Beuggen, dessin d’Otto Ubbelohde.

Durant les guerres de libération, à partir de décembre 1813, les bâtiments vacants à la suite de la sécularisation servirent d'abord d'hôpital de campagne pour l'armée de Schwarzenberg. L'Armée de Bohême qui se trouvait entre Genève et Wissembourg, avait pris ses quartiers à Lörrach et avait besoin d'hébergement derrière la ligne de front. Abandonné à l'époque, le château inutilisé a été réquisitionné par l'armée autrichienne comme hôpital de campagne. En quelques semaines, le château et ses dépendances ont entièrement été remplis de malades et blessés.
Les blessés souffraient de la typhoïde, la variole et d'autres maladies. Les infirmières et les médecins étaient submergés. Certaines maladies infectieuses répandues dans les villages voisins. Également les médicaments ne suffisaient pas. Parce que le personnel ne voulait entrer dans l'infirmerie des ouvertures ont été pratiquées dans certaines portes pour faire passer la nourriture. Ces ouvertures existent encore de nos jours.
Environ 3 000 Autrichiens et 300 soldats allemands morts dans cet hôpital ont été enterrés dans une fosse commune près du château. Un mémorial a été construit le 25 juin 1911 près de la ligne de chemin de fer, qui se trouve à environ 100 mètres à l'est. Le château resta pendant cinq ans dans un état d'abandon total.

### Séjour hypothétique de Kaspar Hauser au château de Beuggen

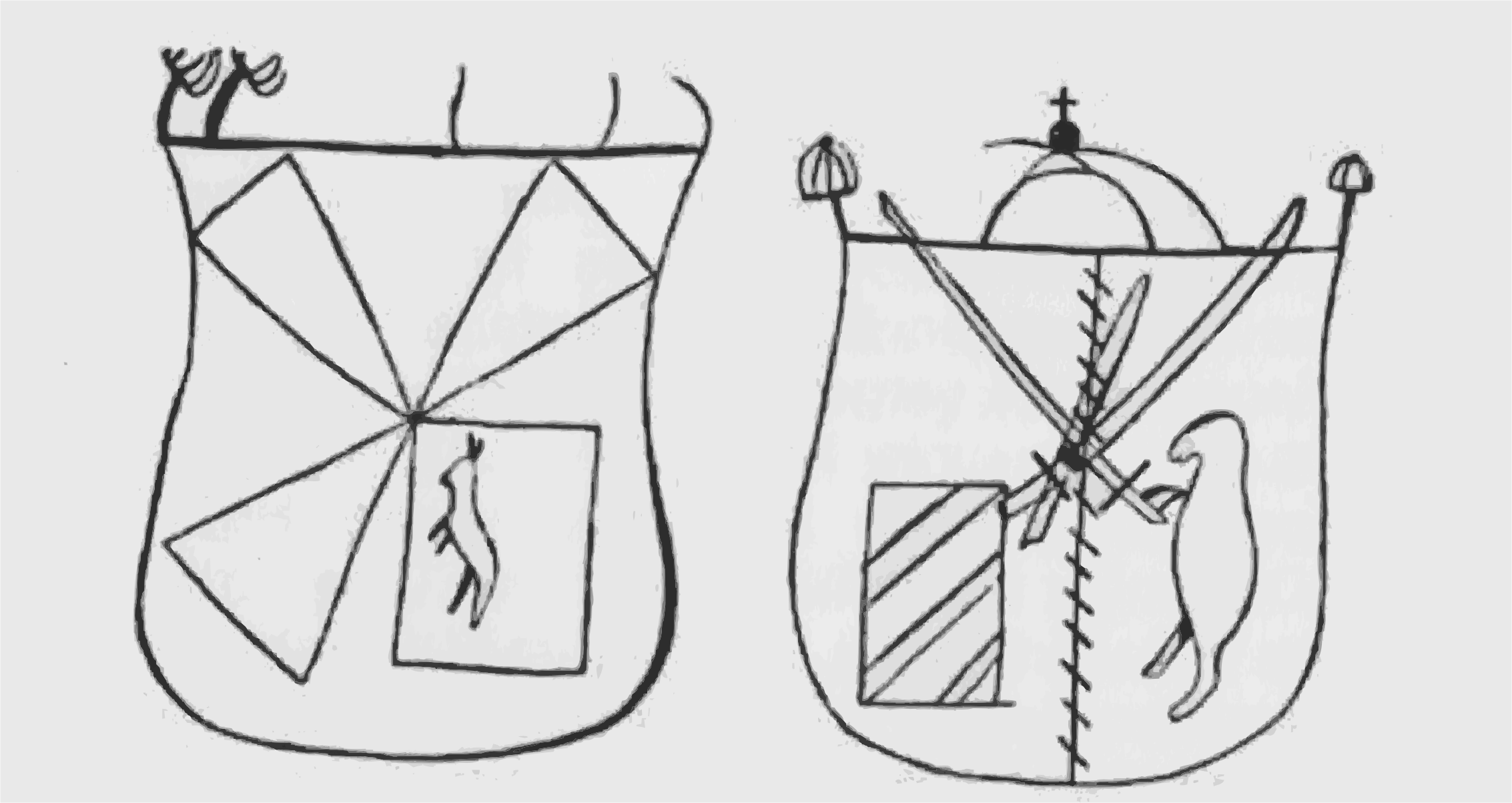
Armoiries de dessins de Kaspar Hauser

Une théorie spécule que Kaspar Hauser aurait été caché durant son enfance dans le château Beuggen. Il aurait été le vrai Prince héritier de Bade échangé dans le berceau avec un enfant mourant en raison d'une intrigue de cour. Beuggen aurait donc été son premier lieu de captivité. Hauser y aurait vécu de 1815 à 1816 dans le presbytère, dans la petite maison de thé dans le parc, ou d'après un documentaire de la ZDF, dans un cachot secret du vieux presbytère. La salle a été provisoirement scellée[réf. nécessaire].
L'équipe de tournage y a trouvé sur une poutre de 50 cm de hauteur une gravure archaïque représentant un cheval. L'origine et le destin du dessin sont inconnus[réf. nécessaire].
Plus tard, Kaspar aurait été transféré sur les ordres du grand-duc de Bade, Ludwig von Pilsach, dans le Palatinat bavarois, avant d'être découvert sur la place d'Unschlitt, à Nuremberg, en 1828.
Les recherches historiques semblent contredire cette conjecture. Le directeur des Archives Bavaroises et professeur d'histoire contemporaine Reinhard Heydenreuter fait partie des détracteurs[réf. nécessaire].

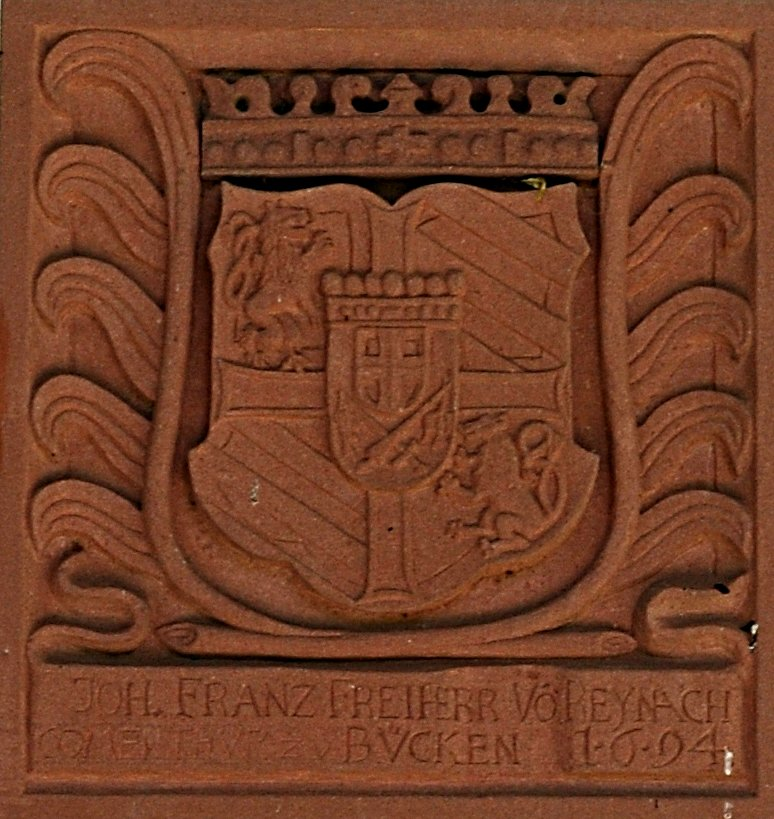
Armoiries sur la maison de thé

### Orphelinat protestant 1820-1980.

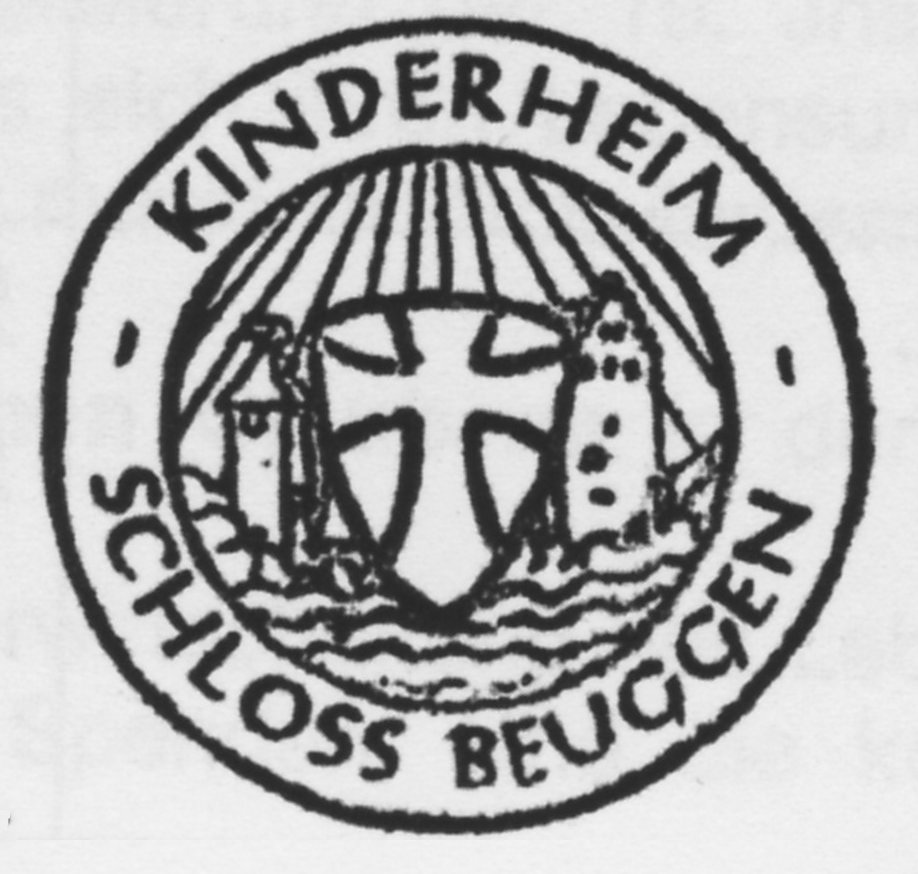
Logo de l’orphelinat de Beuggen

Le 17 avril 1820, la société chrétienne allemande créa un séminaire pour enseignants pauvres et un couvent pour enfants défavorisés sous la direction pour que de Christian FriedrichSpittler et de Christian Heinrich Zeller. Quatre semaines plus tard le budget comprenait dix pupilles, 20 garçons, 10 filles, une dizaine de personnes pour l'entretien et le ménage, ainsi que la direction de Zeller et sa famille. L'exemple du Fondateur de cet Institut était Johann Heinrich Pestalozzi, qui le visita pendant quatre jours durant l'été 1826 et a été impressionné par le travail de Zeller. L'éducation des enfants qui était pratiqué à l'époque au château de Beuggen correspondait à celui de l'aristocratie. Ainsi, l'initiative de Zeller fut reconnue comme un précurseur de la mission intérieure et le foyer pour enfants est devenu un exemple pour de nombreuses institutions similaires du sud-ouest de l'Allemagne.
À partir du 25 mai 1877 le foyer pour enfants est devenu une institution suisse sur le sol badois. Le château et son domaine ont été achetés par le domaine de Bade pour 50 000 florins. L'écrivain suisse et fervent partisan de l'idéologie nazie Jakob Schaffner a passé 7 ans au foyer à partir de 1884. Il a évoqué son séjour dans le roman Johannes, Roman d'une enfance. Le peintre et illustrateur Marbourgeois Otto Ubbelohde a représenté de nombreuses fois dans son œuvre le château de Beuggen entre 1912 et 1916. Il est possible qu'Ubbelohde y travaillait à cette époque comme professeur de dessin. À l'époque du Troisième Reich les services de la jeunesse allemande refusèrent la coopération avec la direction suisse. Le 28 juin 1937 fut fondé l'Association des amis de la maison de Beuggen à Lörrach. Des professeurs de religion évangélique y furent formés de 1946 à 1953. En 1954, la Mission de Bâloise quitta le domaine de l'Église évangélique luthérienne de Bade.
Jusqu'en 1980, Beuggen servit d'orphelinat et de séminaire protestants. Dans cette maison, entre 80 et 100 enfants étaient pris en charge. Le concept de famille élargie était dépassé et l'arrivée de nouveaux courants pédagogiques provoquèrent la diminution progressive du nombre d'admissions dans le foyer. La construction d'une nouvelle école en 1978 ne put inverser cette tendance. Le Foyer pour enfants était donc définitivement fermé en 1981. À cet endroit existe aujourd'hui une succursale du foyer pour enfants Tüllinger Höhe.

### Lieu de séjours depuis 1985
Depuis 1985, le château est utilisé comme lieu de rencontre et de séjour protestant et est membre de la Verband christlicher hôtels. La première phase de conversion a été achevée en 1989. La maison de la musique d'église y a ouvert un Centre de formation de l'Église protestante du Pays de Bade pour les musiciens d'église. En outre, il offre 15 salles de réunion dont six jusqu'à 200 personnes. L'église du château peut être louée pour des événements. En plus du service de restauration, le château offre également 54 chambres d'hôtes. Le château, qui se trouve directement sur les pistes cyclables de la vallée du Rhin et du sud de la Forêt Noire, et au bord de la route touristique régionale des "lieux mythiques du Rhin Supérieur", a reçu de l'ADFC le label de qualité "Lit & bike". En 2010, l'église régionale lui a décerné le label environnemental "coq vert". En plus des séjours et des cérémonies religieuses, s'y tiennent des séminaires et des fêtes. En outre, chaque année, le domaine accueille un festival des artisans d'art et des jardins, ainsi que d'autres événements.
En 2005, la communauté Beuggen s'est installée au château de Beuggen. Il y a quelques années, dans le domaine de l'ancien parc Baroque, a été créé un labyrinthe au sol. En 2006, dans le cadre de la réorganisation de l'accueil et des salles de réception, un jardin de la Bible fut créé dans le jardin du château, où eut lieu la réunion annuelle du réseau des jardins bibliques allemands en juillet 2010 est.
À la suite la reconstruction de la centrale hydroélectrique de Rheinfelden à partir de 2008, les fondations du château ont dû être renforcées, en raison de l'élévation du niveau du Rhin d'1,40 mètre. Les murs porteurs ont été étanchéifiés avec des feuilles de métal et des injections. Dans le cadre des travaux de reconstruction et de restauration qui ont duré jusqu'en 2009, la cour sud du château et les plantations ont été renouvelées. Devant le Rhin, une nouvelle petite terrasse en bord de rive a été ajoutée en avant de la façade de l'ancien château.

## Architecture

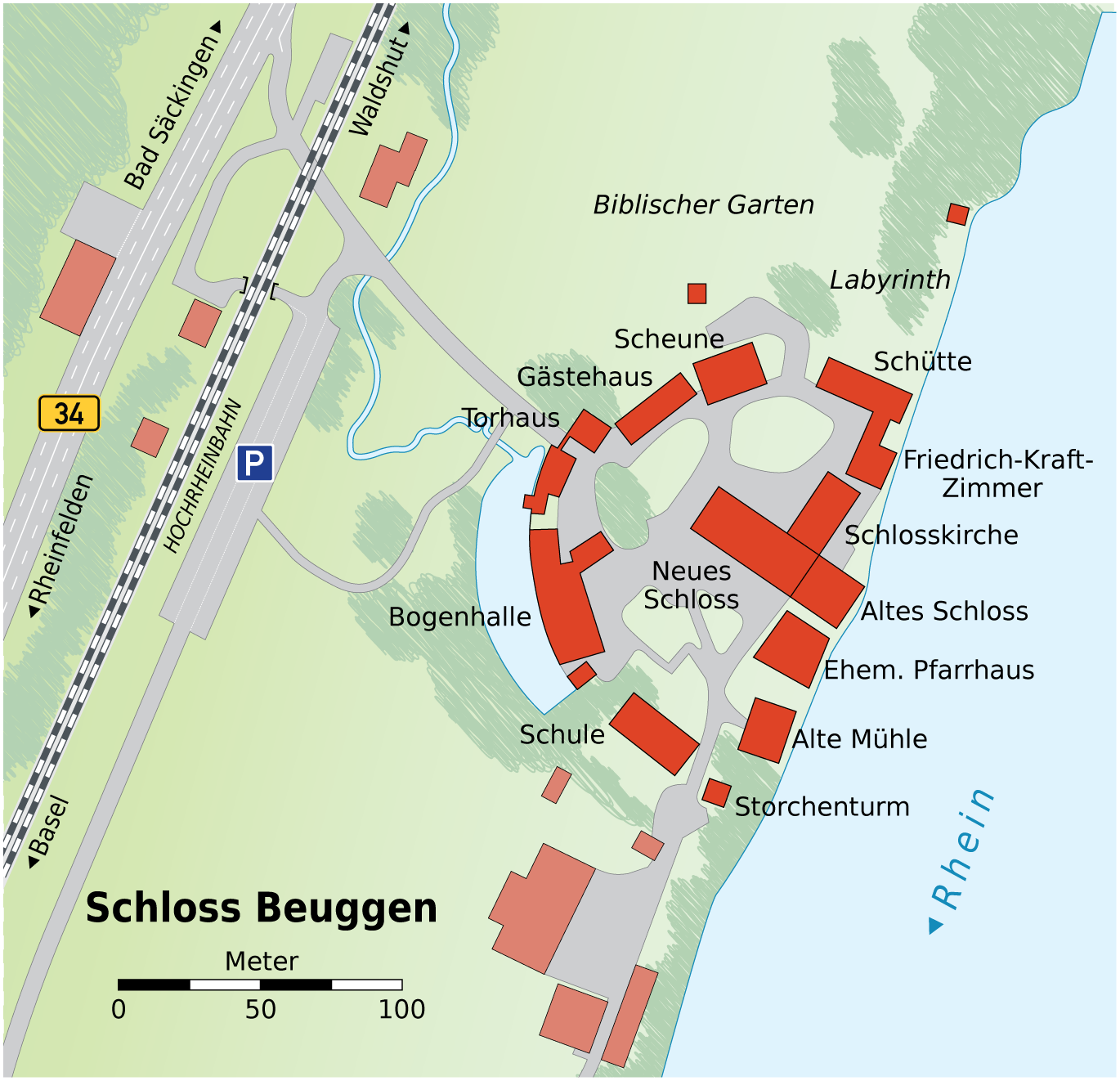
Plan du château

Le château de Beuggen est entouré de murs semi-circulaires vers l'ouest. Le Centre de cet hémicycle se situe juste à l'extérieur de l'angle du Nord de l'ancien château. Ce plan régulier avait souvent une importance particulière dans l'architecture médiévale. Un cercle avec des axes était une analogie à Jérusalem, la ville vers laquelle la ordre teutonique s'orientait. Le plan de masse de Beuggen pouvait donc être compris comme une « moitié » de Jérusalem. Le mur s'étend jusqu'aux rives du Rhin, créant une situation quasi insulaire avec les douves du château. Les douves au sud de la porte supérieure ont été préservées. Les courtines du XIIIe siècle ont été renforcées vers 1530 par la construction d'un deuxième mur. Au moins cinq tours rondes et un fossé 16 mètres de large et 7 mètres de profondeur protégeaient le château de Beuggen. La partie nord de l'ancien fossé a été comblée.
Les bâtiments Beuggen datent de différentes périodes et combinent différents styles architecturaux. Les Armoiries et les dates sculptées sur les murs des bâtiments nous renseignent sur les périodes de construction et les nouvelles orientations. Les Teutoniques construisaient principalement leurs châteaux sur des lieux plats à proximité de rivières où la mise en place de moulins était possible. Il est situé à 274 mètres au-dessus du niveau de la mer et est le plus ancien survivant de l'ancien ordre (liste des commanderies de l'ordre teutonique). Le chemin de fer du Rhin Supérieur et la route B34 passent à l'ouest du château de Beuggen. Un point d'arrêt de la ligne de chemin de fer se situe au niveau du château. Le chemin de la vallée du Rhin une piste cyclable sur la rive du Rhin, traverse le château.

### Château
Le château en tant que bâtiment principal est divisé en deux complexes. Le vieux château situé sur le Rhin (tour) a été nettoyé. Le bâtiment accolé à l'Ouest avec des contours rouges est appelé château château. Ces appellations ne reflètent pas correctement les faits, car la partie ouest directement liée à la tour remonte au XIIIe siècle et fut achevée seulement quelques années après la tour. Le reste du bâtiment a été construit dans les années 1585 à 1598. Il est donc plus juste de dire que la partie avant la rangée verticale de fenêtres à l'est du portail principal fait encore partie de l'ancien château.

#### Vieux château

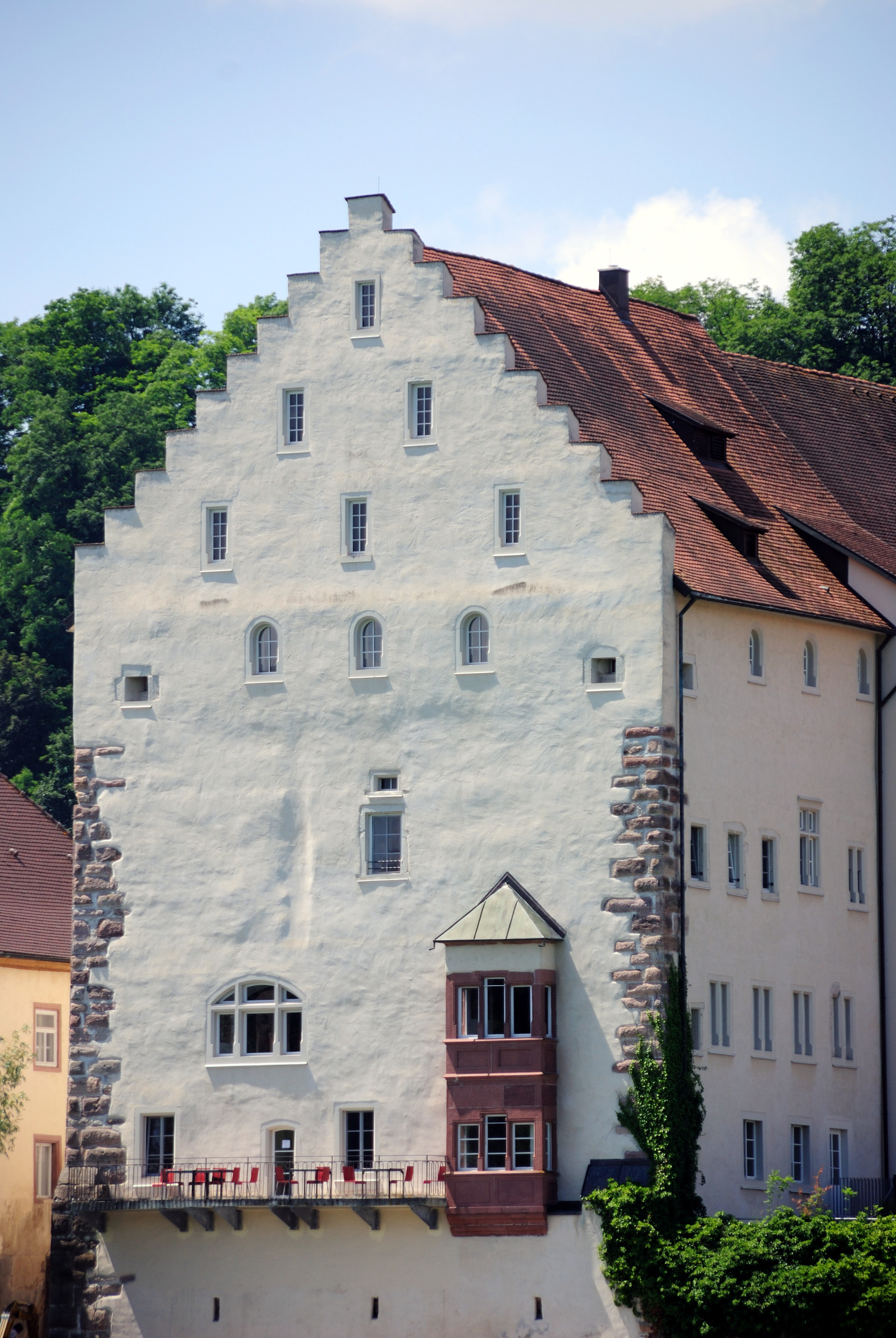
Façade de l'ancien château sur les rives du Rhin

Le vieux château, appelé Ritterhaus, est une tour fortifiée sur le Rhin, dont l'étage inférieur a été achevé au plus tard en 1268. Ce Plan carré est équidistant de l'ensemble des courtines. Le bâtiment a trois étages et se compose d'une cuisine, d'une salle capitulaire, d'une salle à manger, d'un dortoir et d'une cave. Certains piliers qui sont conservés jusqu'à nos jours proviennent de troncs d'arbres de Todtmoos. Aux XIIIe et XIVe siècles, une chapelle y est consacrée à la Vierge Marie. Son emplacement est inconnu, est sans fondement dans l'ancienne paroisse de la liste. Le tremblement de terre de Bâle 1356 a probablement endommagé ce bâtiment, mais seulement de manière légère. Sur la façade donnant sur le Rhin, on retrouve les vestiges d'un oriel inachevé qui aurait été démoli en 1878. D'après un plan de 1808, il contenait deux sièges par étage, au-dessus du Rhin. Sur la même façade se trouve un oriel de deux étages et un pignon en escalier construits entre 1543 et 1543. Au premier étage, les deux oriels donnaient sur la salle des chevaliers. Les vestiges de créneaux et l'étroite fenêtre gothique au troisième étage peuvent rappeler la fonction de tour défensive. Une tour escalier ronde, qui est légèrement décalée par rapport à la façade sur le Rhin, est datée de 1509. Par la suite, une tour de levage discrète a été installée à côté en 1990.
La Salle des chevalier d'environ 1420 est située au premier étage de la tour de défense. Son plafond se compose de deux nefs en forme de carènes de bateaux renversées. Les bois verts devaient être profilés en courbe, ce qui était très difficile à construire à l'époque. Le plafond repose sur les murs gouttereaux et une poutre longitudinale, qui se prolonge jusqu'au troisième étage. Le pilier soutenant la poutre longitudinale se compose de deux sapins de la Forêt Noire calés, façonnés et imbriqués l'un dans l'autre. La salle des chevaliers est actuellement utilisée comme chapelle et salle de recueillement.
Au troisième étage se trouve le Château du soleil, la plus grande salle de réunion du château de Beuggen. Elle peut recevoir jusqu'à 200 personnes et a servi de dortoir pour les enfants pauvres.

#### Nouveau château

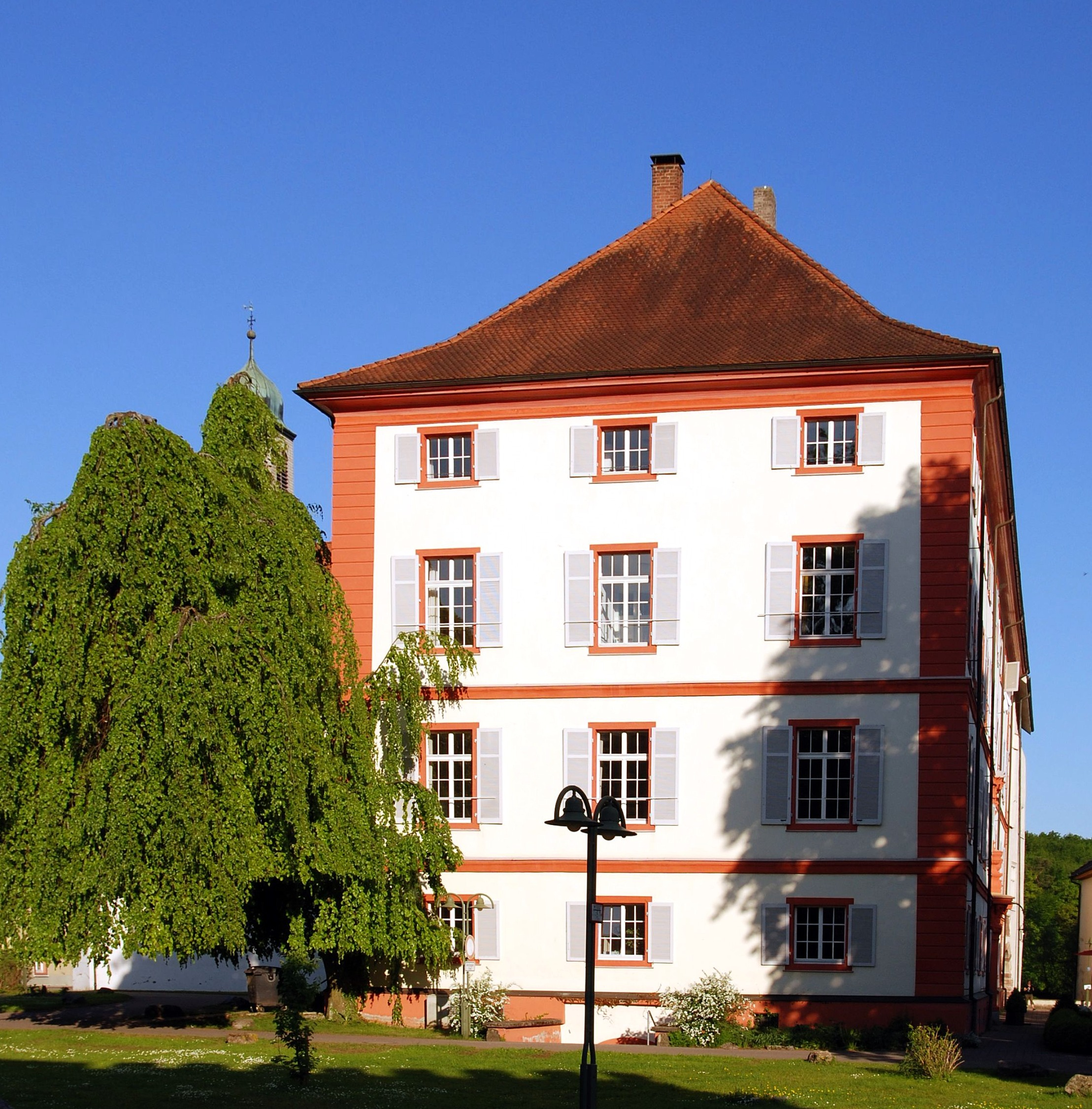
Nouveau château

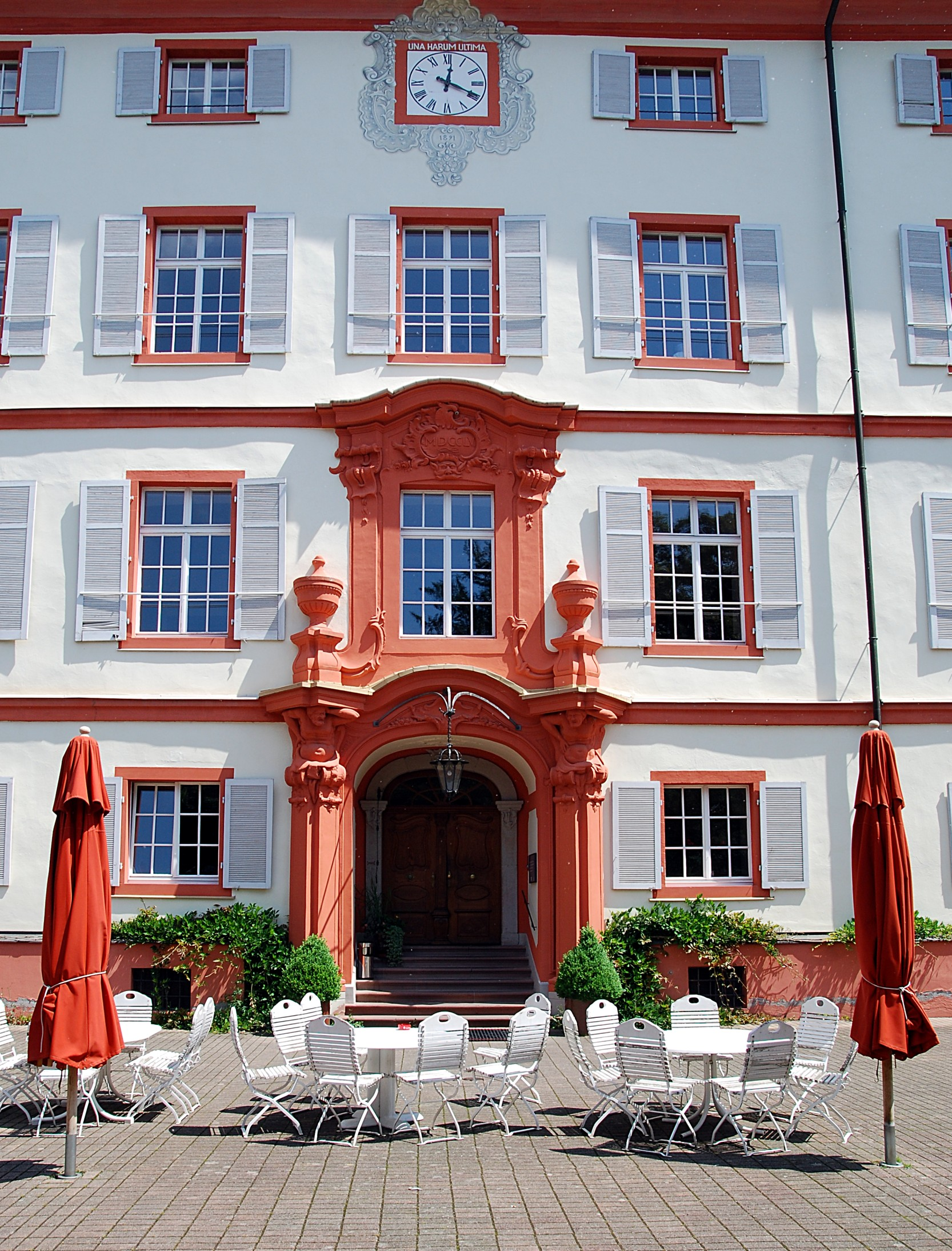
Nouvelle entrée du palais par Johann Caspar Bagnato

Le nouveau château remonte au commandeur Hans Hartmann von Hallwyl, construit au cours de son mandat entre 1585 et 1598 en style Renaissance. Le nouveau bâtiment est l'extension occidentale du château existant, car les prétentions grandissantes de l'ordre ne voulaient plus de ce mode de vie féodal. Le château a quatre tours escaliers et plusieurs baies. Sous l'administration du comte Franz von Koenigsegg, le bâtiment fut reconstruit de 1752 à 1757 en style gothique tardif par l'architecte Johann Caspar bagnato. Les tours escaliers et une baie du côté du Sud ont été supprimées. L'escalier a été déplacé à l'intérieur de l'édifice et un nouveau portail inséré, attribuable au stuccateur tessinois Francesco pozzi. Il a créé le décor de stucs Rococo de l'intérieur du château.
L'œuvre la plus importante et les plus représentative de la collaboration de Bagnato et de Pozzi au château neuf est la salle Bagnato. La salle a servi de salle de conseil d'administration de la Commanderie, puis de salle d'hôpital et enfin de salle de séminaire lors de sa transformation en institution pour enfants pauvres. La salle sert aujourd'hui à des lectures, à des concerts et à des cérémonies de mariage civil. Ce qui est le plus remarquable, ce sont les stucs, placés dans les coins de la salle, qui, sous forme de putti dans des cartouches, symbolisent les quatre éléments feu, l'eau, l'air et la terre. Le Putto représentant la terre, porte une tiare et pointe du doigt le globe terrestre et plus particulièrement l'Italie et Rome. Cette représentation montre que l'ordre teutonique est immédiatement soumis au pape. Deux des sept des arts libéraux de l'Antiquité apparaissent entre les fenêtres : géométrie et astronomie.

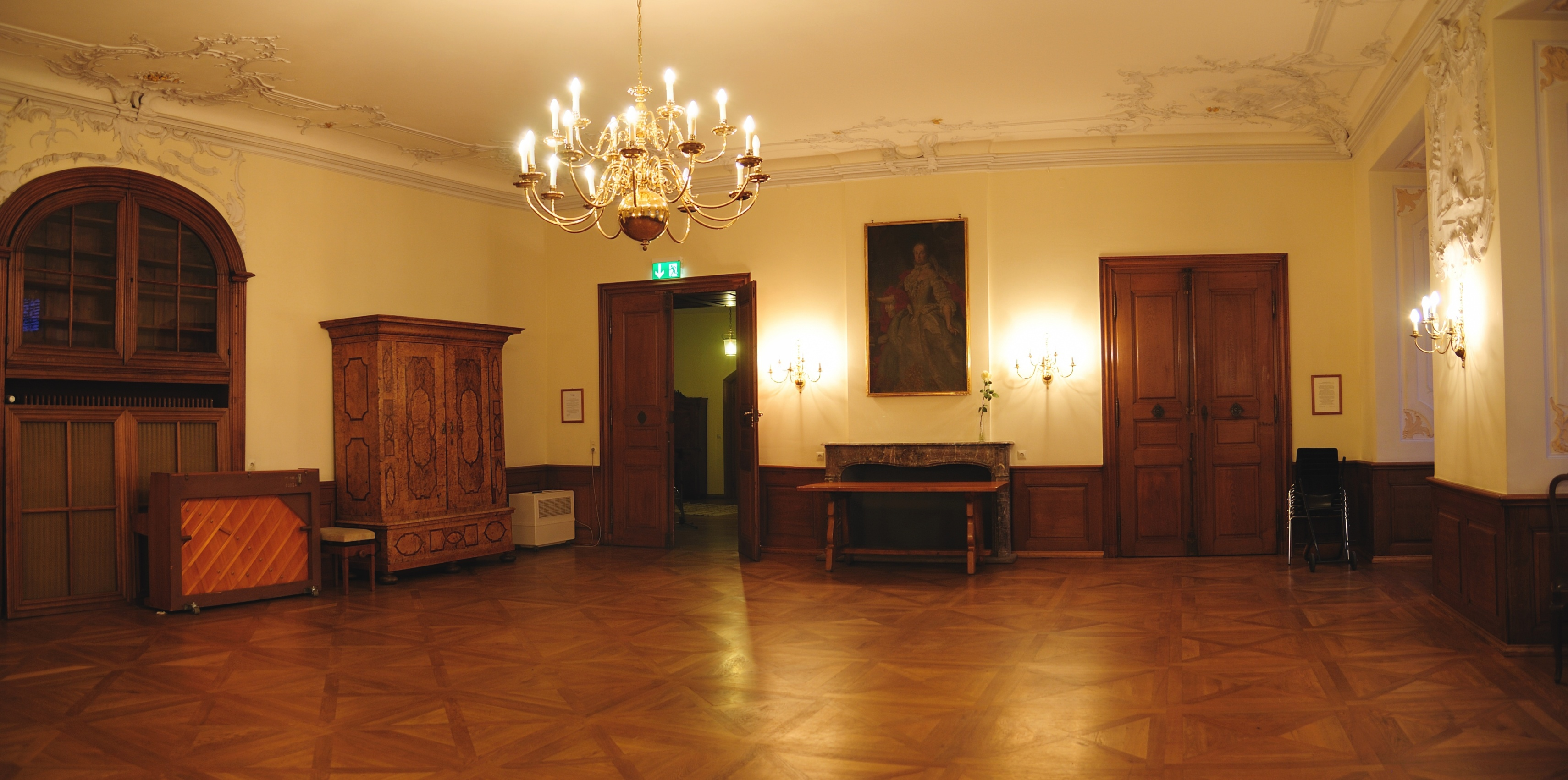
Salle Bagnato
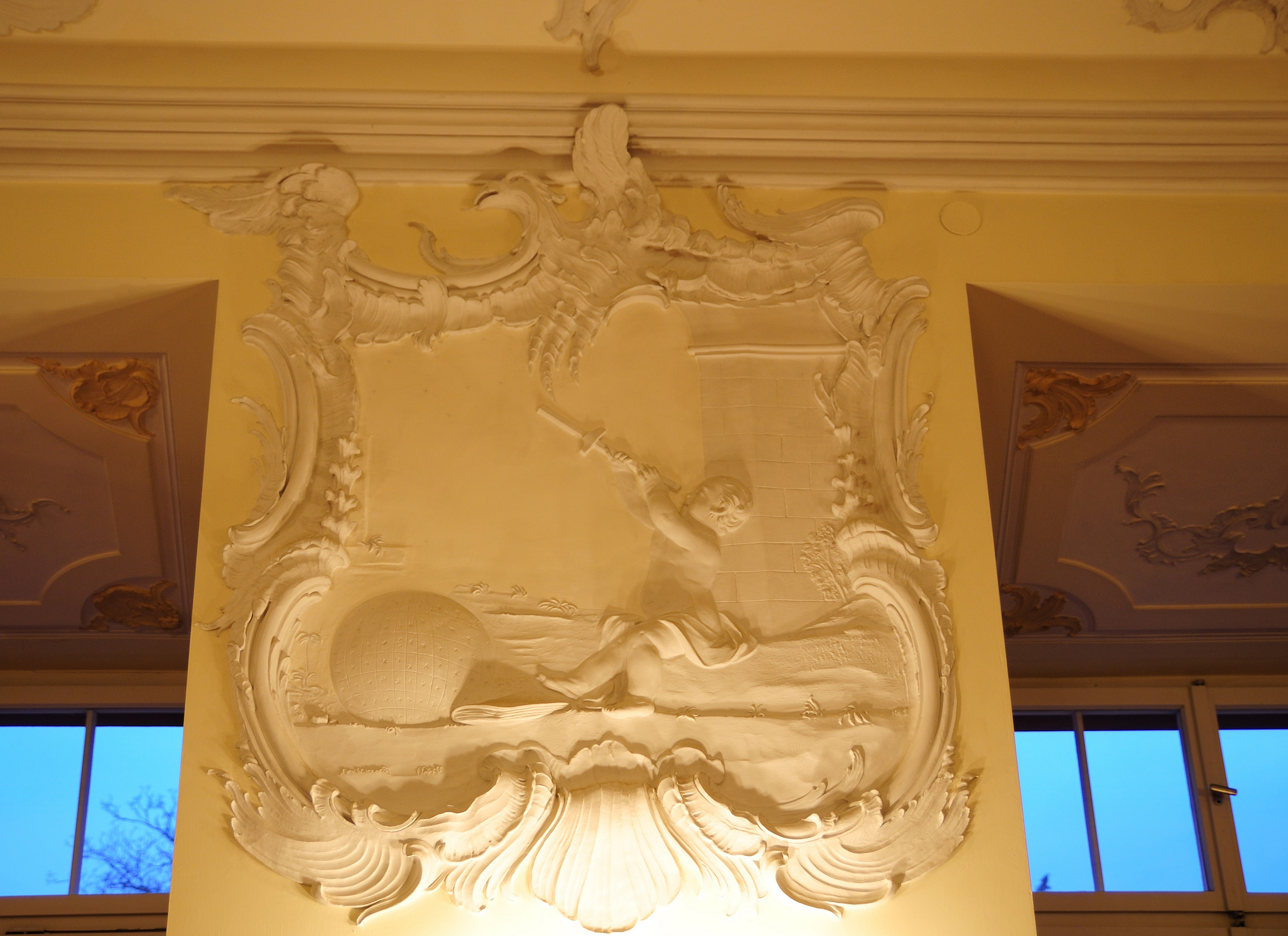
Stuc de la salleBagnato
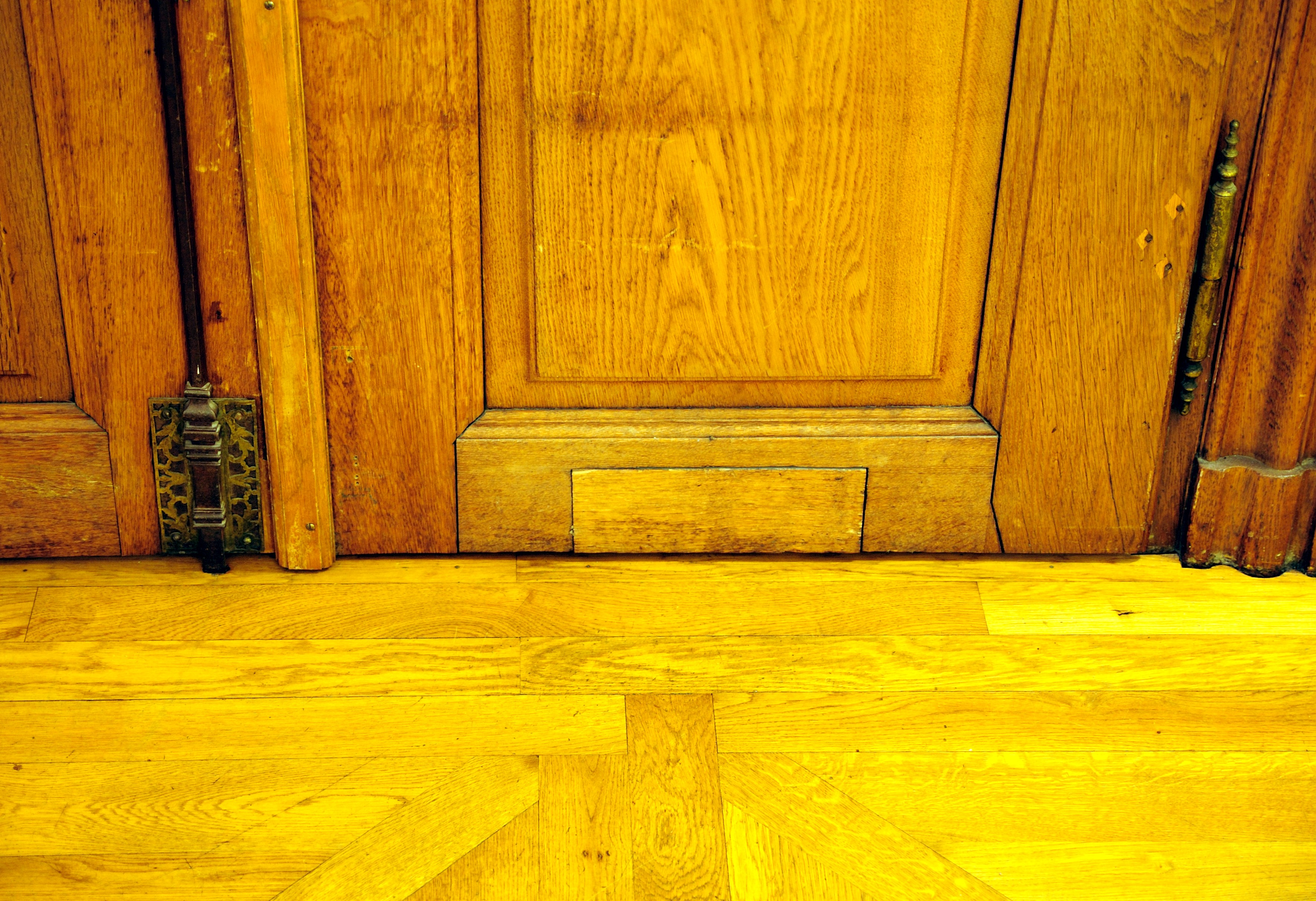
Vue détaillée des portes (percée de l'époque de l'hôpital)

### Église du château

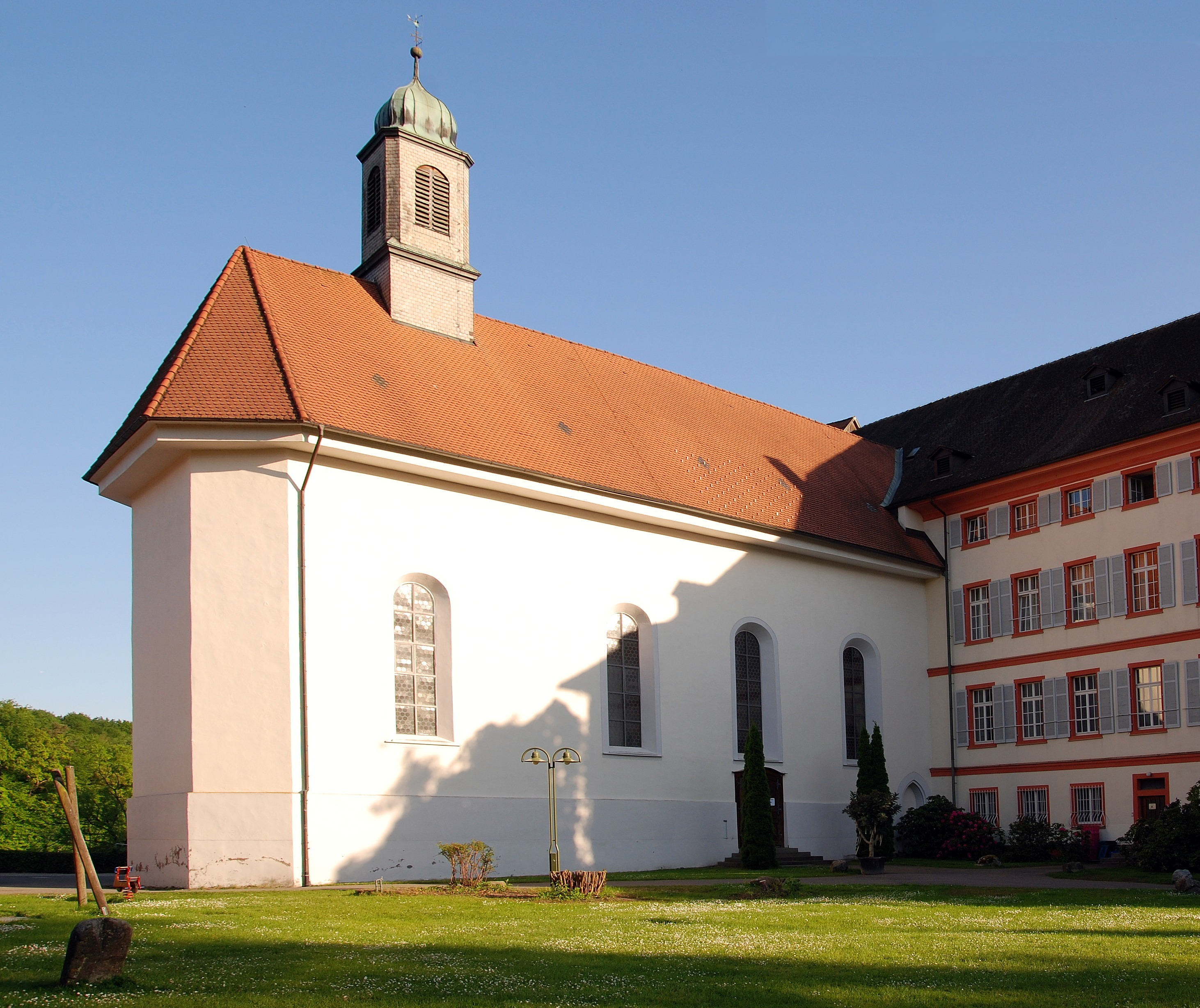
Église du château, côté Cour.

La première chapelle existait probablement avant 1298; la consécration des deux autels à sainte Catherine et sainte Elizabeth a été mentionnée pour la première fois cette année-là. Ceci suggère que l'église avait déjà été achevée avant. Son emplacement devait se trouver au niveau de l'ancienne paroisse. La deuxième église pouvait se trouver au Nord-Ouest de l'église actuelle et transversale à cette dernière. Un document daté du 1497 mentionne la consécration de l'autel donné par l'ancien commandeur Burkhard de Schellenberg, mais il manque encore la trace du bâtiment. Jusqu'au début du XVIe siècle, le deuxième bâtiment ne servait pas d'église, mais plus probablement de bâtiment conventuel. Cette thèse a été soutenue à la suite de l'examen des poutres en bois par lesquelles la structure de l'étage d'environ 3,80 mètres de haut était divisée en trois. Au XVIIe siècle, on déplaça la charpente et le toit pour la remplacer par une voute gothique tardive à trois pans. Cette église était à l'origine l'oratoire des frères de l'ordre teutonique de Beuggen. À partir de 1678, ce bâtiment servit d'église paroissiale à la communauté catholique de Karsau-Beuggen. En 1908, elle passa dans le domaine de la paroisse et fut utilisée comme église jusqu'en 1995. En 1996, l'église, avec l'ancien presbytère (firmarie), a été transférée à l'Église évangélique luthérienne du Pays de Bade.

### Architecture

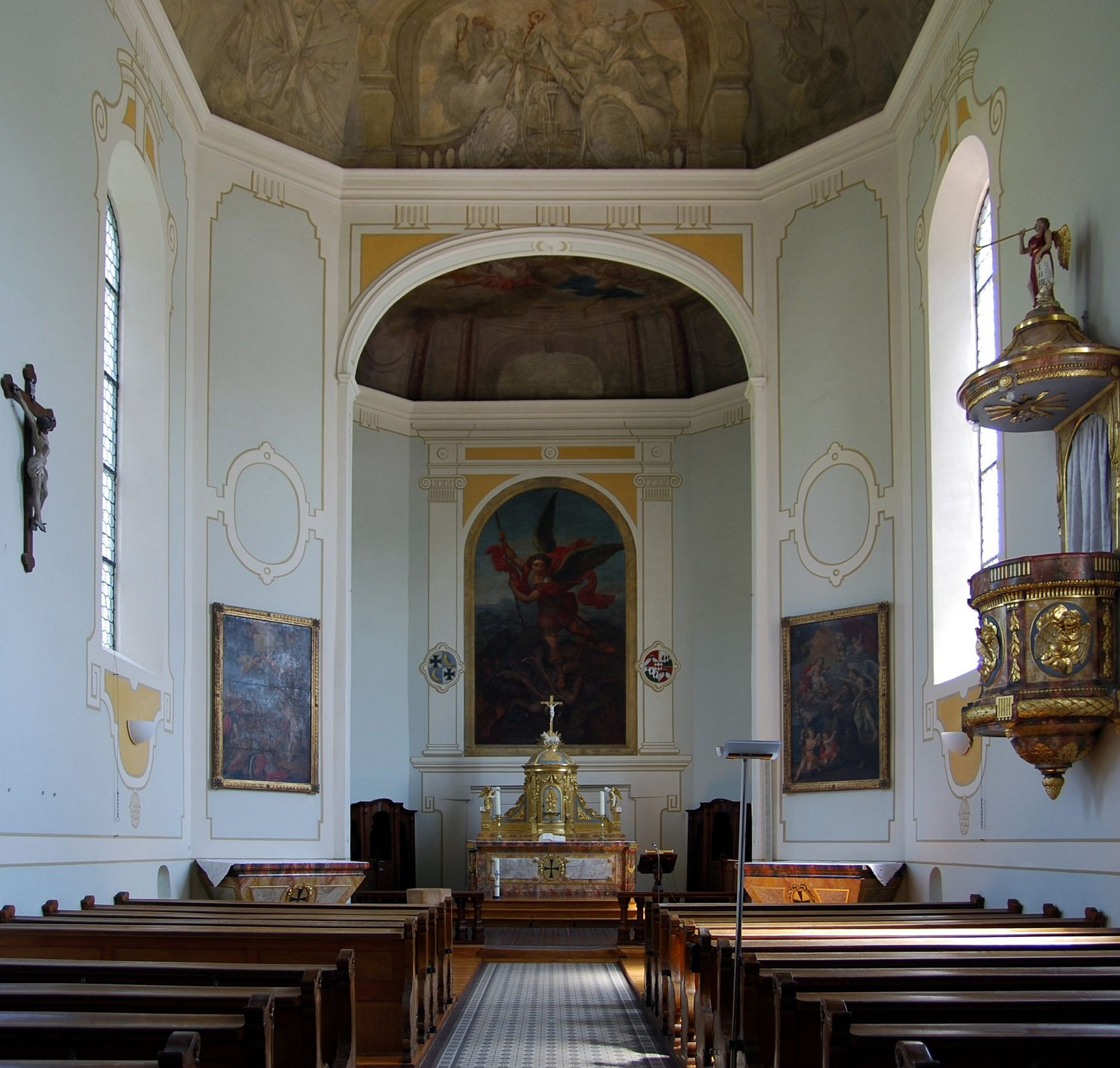
Vue intérieure

L'église actuelle se trouve dans l'extension Nord du nouveau Château et mesure environ 27 mètres de long, 10 mètres de large et 13,50 mètres jusqu'à la hauteur des gouttières. Le toit mesure environ 8 mètres de haut et est surmonté d'une tourelle de deux étages coiffée d'un bulbe franc-comtois. Au niveau du chœur le toit couvert de bardeaux mesure 10 mètres jusqu'à son faîte; à son sommet se trouve la croix de l'ordre teutonique. L'axe longitudinal du bâtiment est orienté à 54,5 ° vers l'est Nord et donc tourné de manière inhabituelle plus vers nord que vers l'Est. L'église du château est une église halle, ce qui signifie qu'elle possède une nef unique.
Le long de la nef, la sacristie attenante s'étend jusqu'au bord du Rhin. Le bâtiment allongé mesure 17 mètres de long et environ 3,50 mètres de largeur et se termine par un toit à pan unique. Il couvre en partie deux contreforts. Sur le mur est accroché un tableau mural portant la date de 1609, dénotant l'année de construction. Entre le château et l'église se trouve un escalier en colimaçon portant la date de 1504, ou encore l'accès extérieur en direction sacristie donne celle de 1509. Il mène à la tribune. Parce que la structure ne devait pas être connectée au château, il reste un écart d'environ 4 mètres de libre.
L'entrée principale de l'église est située sur le côté Nord-Ouest de la Cour. La Halle de l'église mesure à l'intérieur 16,30 mètres de long, 8,65 mètres de large et 12,10 mètres de haut. Sur le côté nord-ouest une partie inférieure de la salle de 1,35 m de profondeur est adjacente de l'arche du chœur de 5,40 mètres de large. Le chœur fait 19 cm de plus que la nef et mesure 7,85 mètres de profondeur. Les fresques sur le plafond et les cannelures concaves donnent l'impression que la salle de l'église aurait dû se terminer par une voûte.

#### Installations

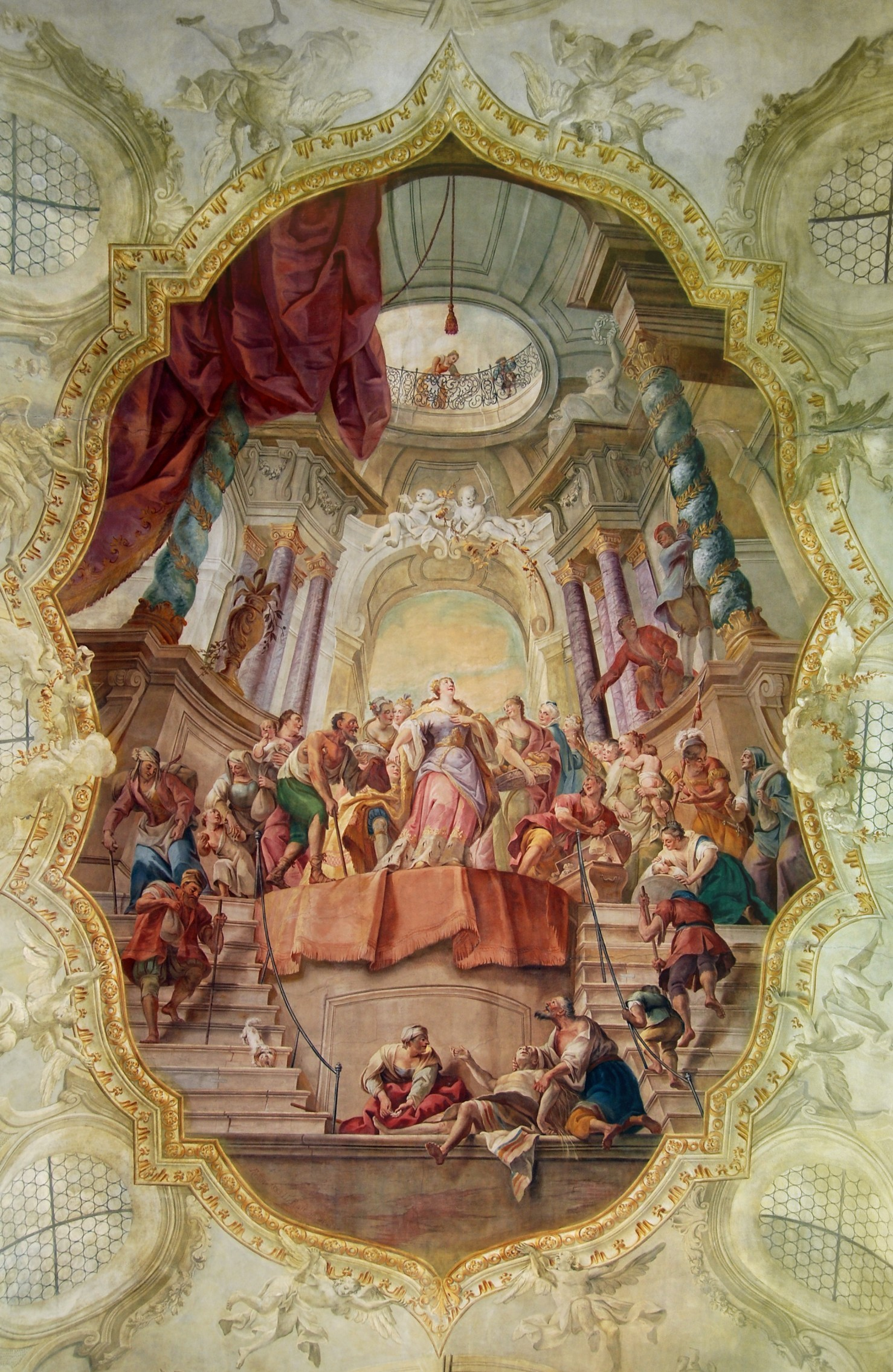
Plafond de la nef.

Les peintures du plafond de la nef sont attribuées au peintre Franz Ludwig Herrmann de Constance et a été construit entre 1752 et 1757. La peinture du plafond est placée comme un tableau sur la voute. Au centre de l'image, Élisabeth de Thuringe est représentée sur un piédestal. Dans le chœur, une fresque du plafond montre le couronnement et l'Ascension de la Vierge Marie. La représentation du thème religieux correspond aux saints Elizabeth, Sébastien et Roch, auxquels l'église était dédiée à l'origine.
Sur le mur du chœur se trouve une fresque représentant le chemin du Calvaire avec la ville de Jérusalem est en arrière-plan. En 1885, lors d'une rénovation, h. Lander peignit le combat de saint Michel contre Satan sur le mur du fond dans le chœur à la place du maître-autel. Les représentations de la nef montrent le martyre de saint Erasme et saint Sébastien, peints vers 1700 par S. M. Grohmann. Les peintures datées de l'année 1730 (le martyre de saint Sébastien, visions d'Antoine de Padoue) sur l'autel latéral sont de S. G. Hermann. La fresque dans le chœur de l'Assomption et le couronnement de la Vierge Marie proviennent du peintre de Cour de Mayence Giuseppe appiani.
La Chaire avec abat-voix est remarquable, car elle n'est accessible que par un escalier provenant de la sacristie construite plus tardivement. Elle a été créée sous l'égide de l'ordre teutonique et se détache en direction du chœur du côté droit et montre les quatre évangélistes, un ange jouant du trombone et, sous l'abat-voix, une colombe. Sous l'espace ainsi formé se trouvent les armoiries du défunt ordre des chevaliers teutoniques. Aux installations baroques tardives appartiennent les trois blocs de stalles presque identiques. Deux d'entre eux comportent cinq sièges; leur emplacement doit correspondre à celui d'origine. Celui de sept places se situait à l'origine entre le chœur et l'église, l'ancien oratoire.

### Tour de la cigogne

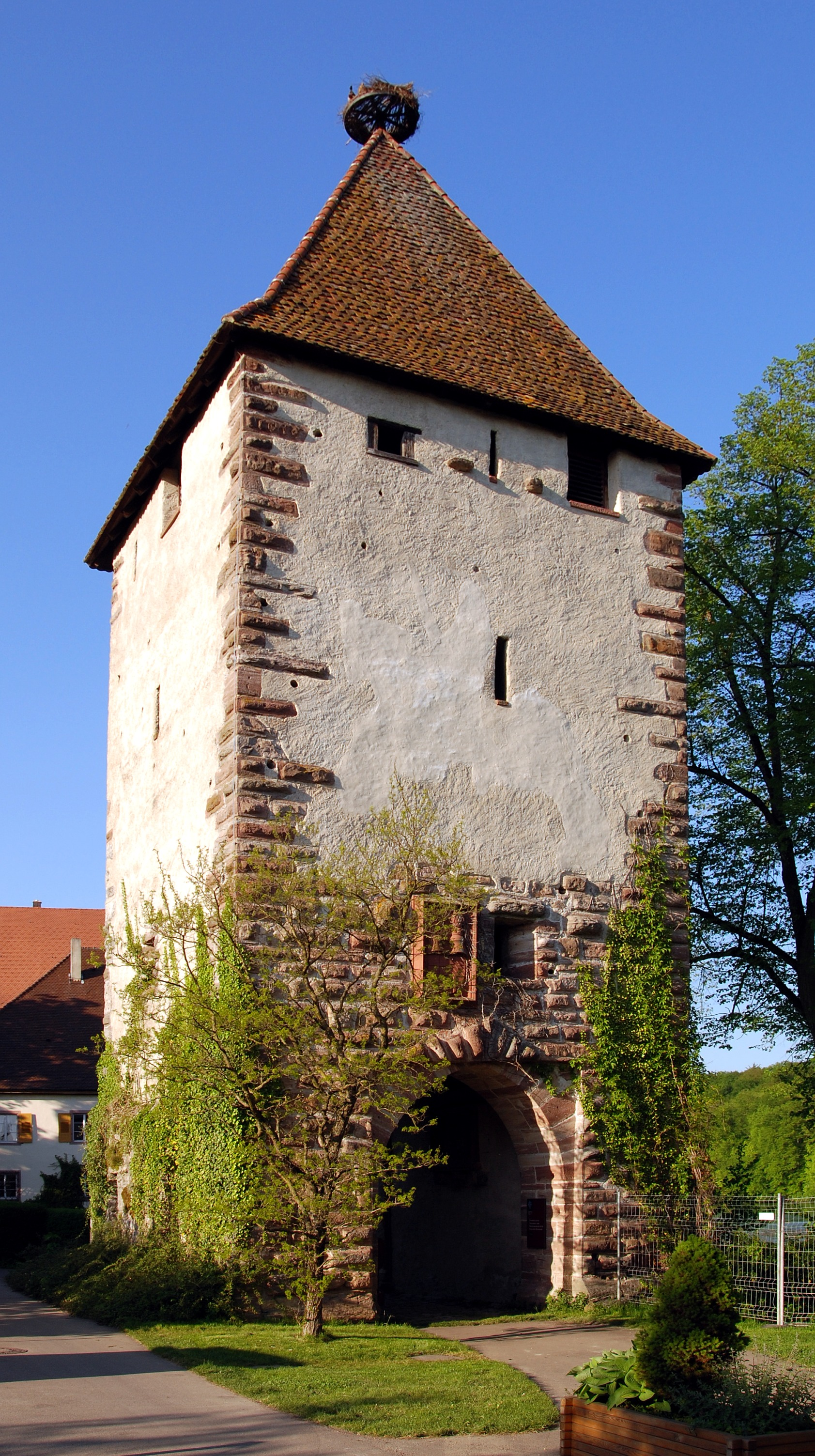
Côté sud de la tour de la cigogne

La tour de la cigogne de l'année 1260 est un des bâtiments plus anciens du château. Au fil des ans, la tour a pris les noms de tour inférieure, de porte du Rhin et de tour de prison. Elle a reçu le nom de tour des cigognes parce que la pointe du toit a servi de nombreuses années durant de site de nidification de cigognes. La tour est exclusivement accessible de l'extérieur par une échelle. Les trois étages de la tour sont reliés entre eux par des escaliers et ont des fenêtres non refermables. Sur le côté sud, au-dessus de l'arche de la porte d'entrée est représentée une figure de chevalier Lance et une réplique des plus anciennes armoiries de Beuggen. Dans le passage se trouvent également les armoiries de George d'Andlau. Il renforce le château après la Guerre des paysans et fait construire une porte à côté de la tour. En 1528, il fait murer le passage de la tour des cigognes. Le passage est de nouveau ouvert. la porte de 1528 n'existe plus. Les traces de celles-ci sont encore visibles sur la tour.

### Porte haute et Porterie

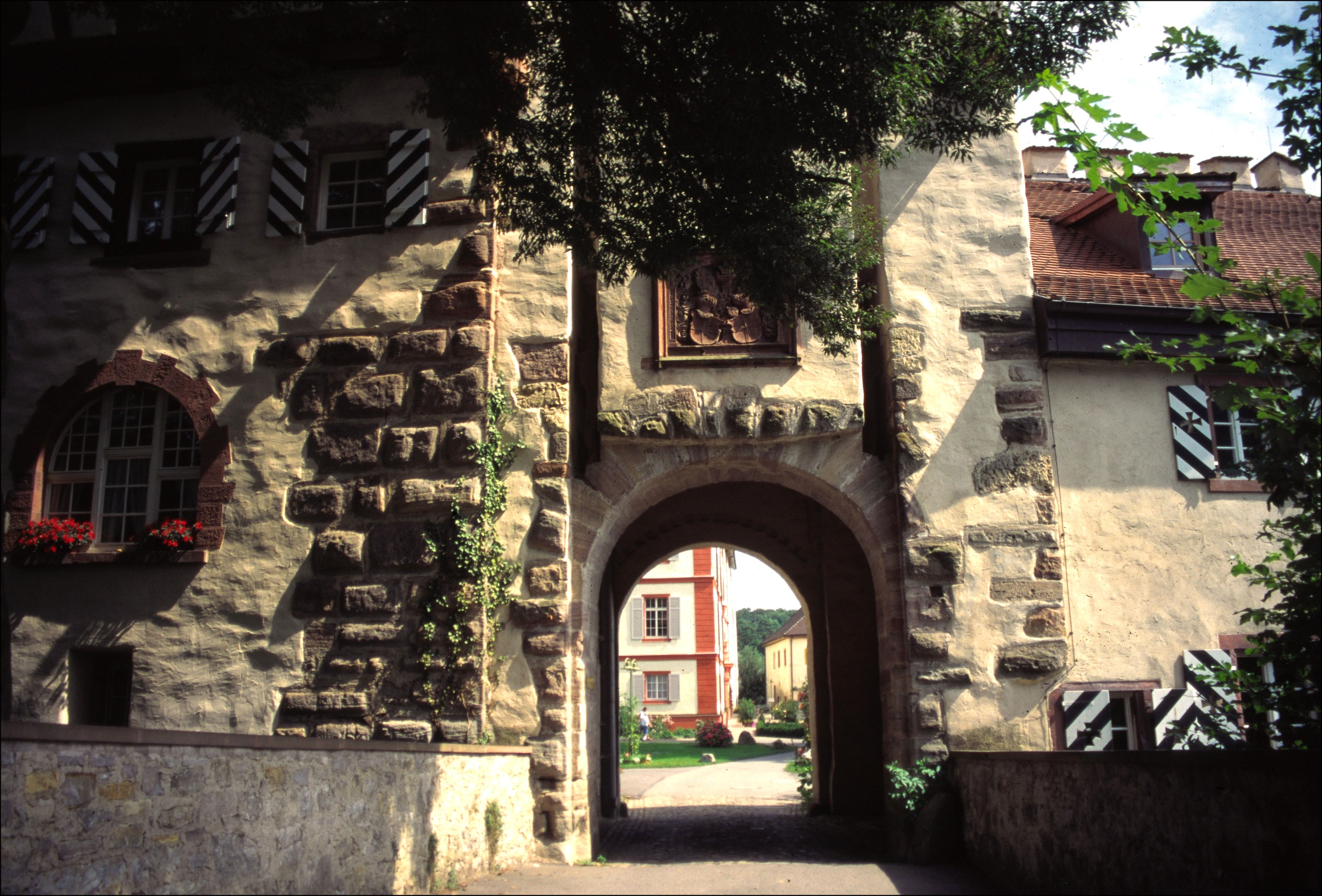
Extérieur de la porterie

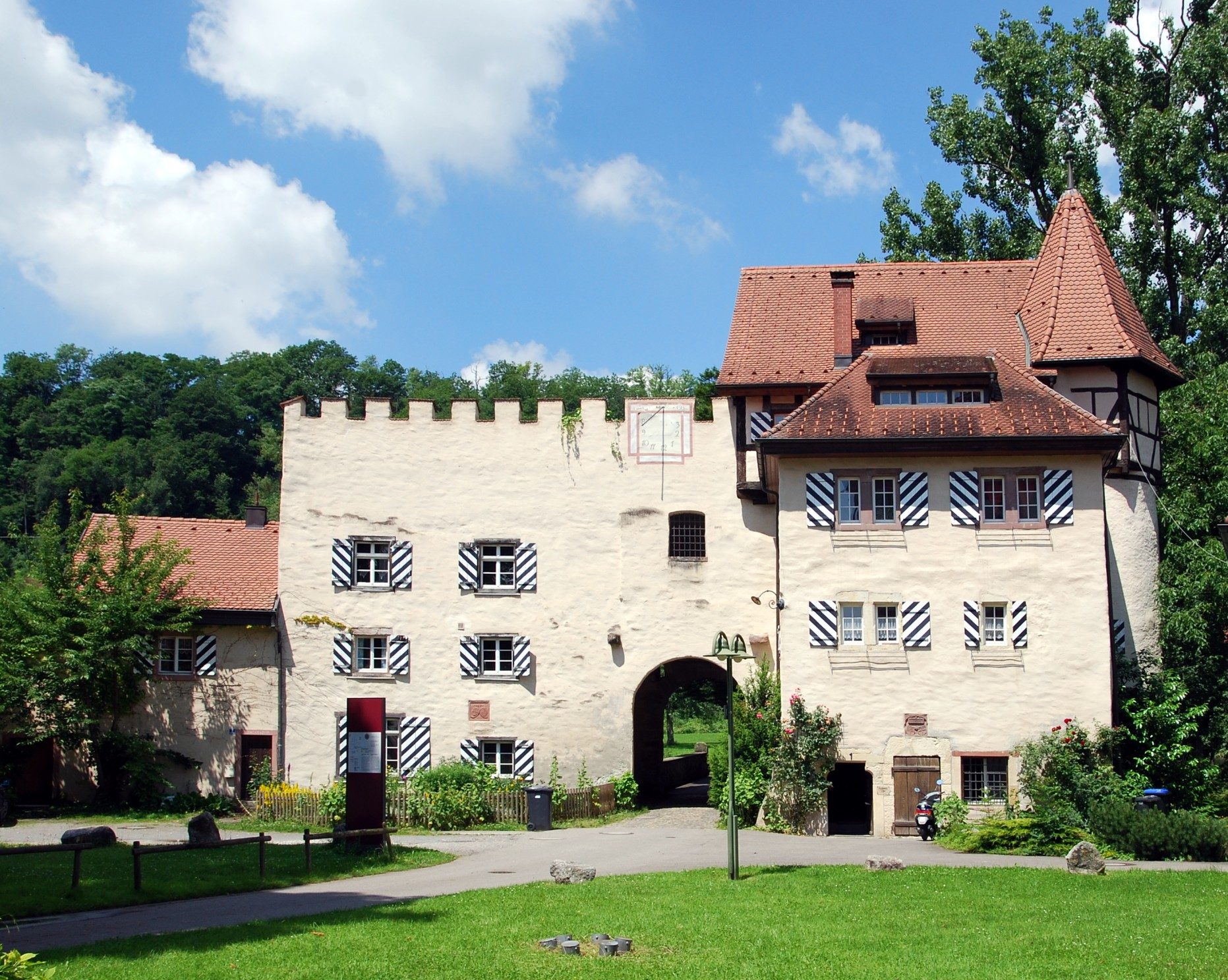
Porterie

La porte supérieure qui est aujourd'hui l'entrée principale du château, a été construite en 1260 et était appelée porte de Säckingen. La tête d'envieux sur un bloc à bossage avait une fonction de repoussoir à démons. La porte originelle a été murée en 1530 car elle était devenue trop étroite. À sa place, on trouve aujourd'hui une fenêtre voûtée en plein cintre. On peut imaginer le vieux passage sur les pierres exposées. La nouvelle porte se trouve, vu de l'Ouest, à quelques mètres à droite de l'ancienne. En 1510 fut construite une tour ronde du côté nord du bâtiment d'entrée et en 1533 fut ajoutée une forge du côté de la cour intérieure. La tour actuelle fut construite en 1534 parmi les parties les plus anciennes du mur d'enceinte. Étant donné que cela s'est passé sous le règne de George d'Andlau, le blason de ce dernier orne l'arche. Après la guerre de Trente Ans, en 1663, on renforça la porte et on rajouta un étage de colombages. De cette époque correspondent les armoiries du commandeur Johann Hartmann von Roggenbach. Devant le passage, il y avait, à l'origine, un pont levis qui enjambait les douves. Une partie du mécanisme du pont levis est encore reconnaissable aujourd'hui. Un petit pont traverse la douve à l'intérieur de l'espace. Au sud de la porte se trouve la porterie. Une auberge et l'appartement du portier étaient là.

### Firmarie

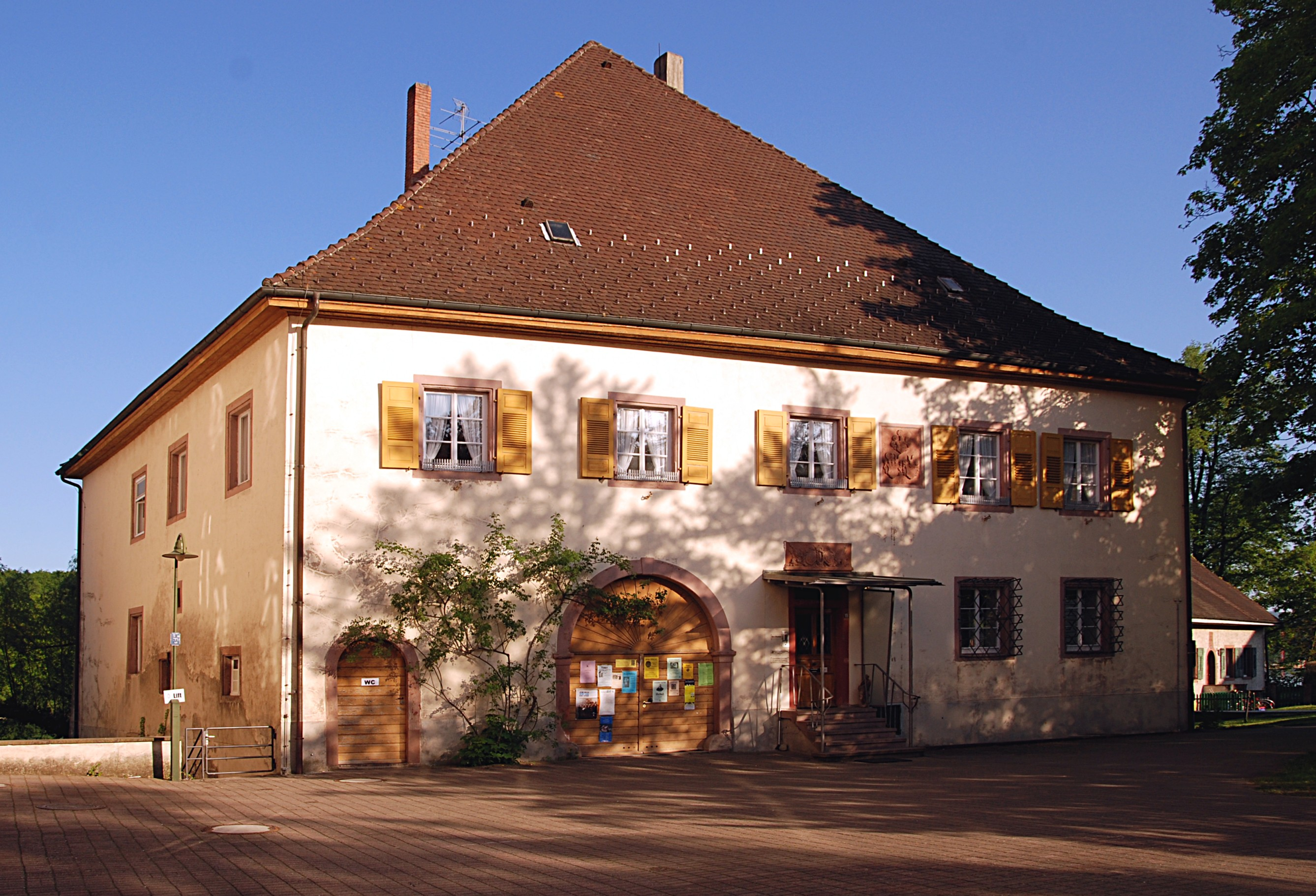
Firmarie

Le prêtre Rudolf von Tullikon fit construire le presbytère à son emplacement initial en 1290. Il fit don de l'édifice avec la condition, qu'il "serve pour toujours à l'ordre teutonique de firmarie ( le terme correct serait infirmerie; l'infirmerie du couvent) ou hospice pour ses membres ". La firmarie a subi des modifications en 1534 sous le commandeur Georges d'Andlau. Probablement autour de 1666 fut étendue la construction par une autre histoire comme une année dans les armoiries au-dessus de l'entrée. Un fils de Franz Anton bagnato, rénova l'édifice en 1780. Entre 1585 et 1996, la maison sert de presbytère catholique. Depuis 1996, elle est utilisée pour l'accueil, puis pour l'administration des Lieux de rencontre et de réunion protestantes. En plus de plusieurs salles de réunion, on y trouve le siège de la maison de la musique d'église de l'œuvre Évangélique d'édification des adultes Hochrhein Lörrach Schopfheim ainsi que de l'œuvre de mission et d'œcuménisme régionale (LMÖ) du sud du Pays de Bade.

### Moulin et bâtiment à arcades

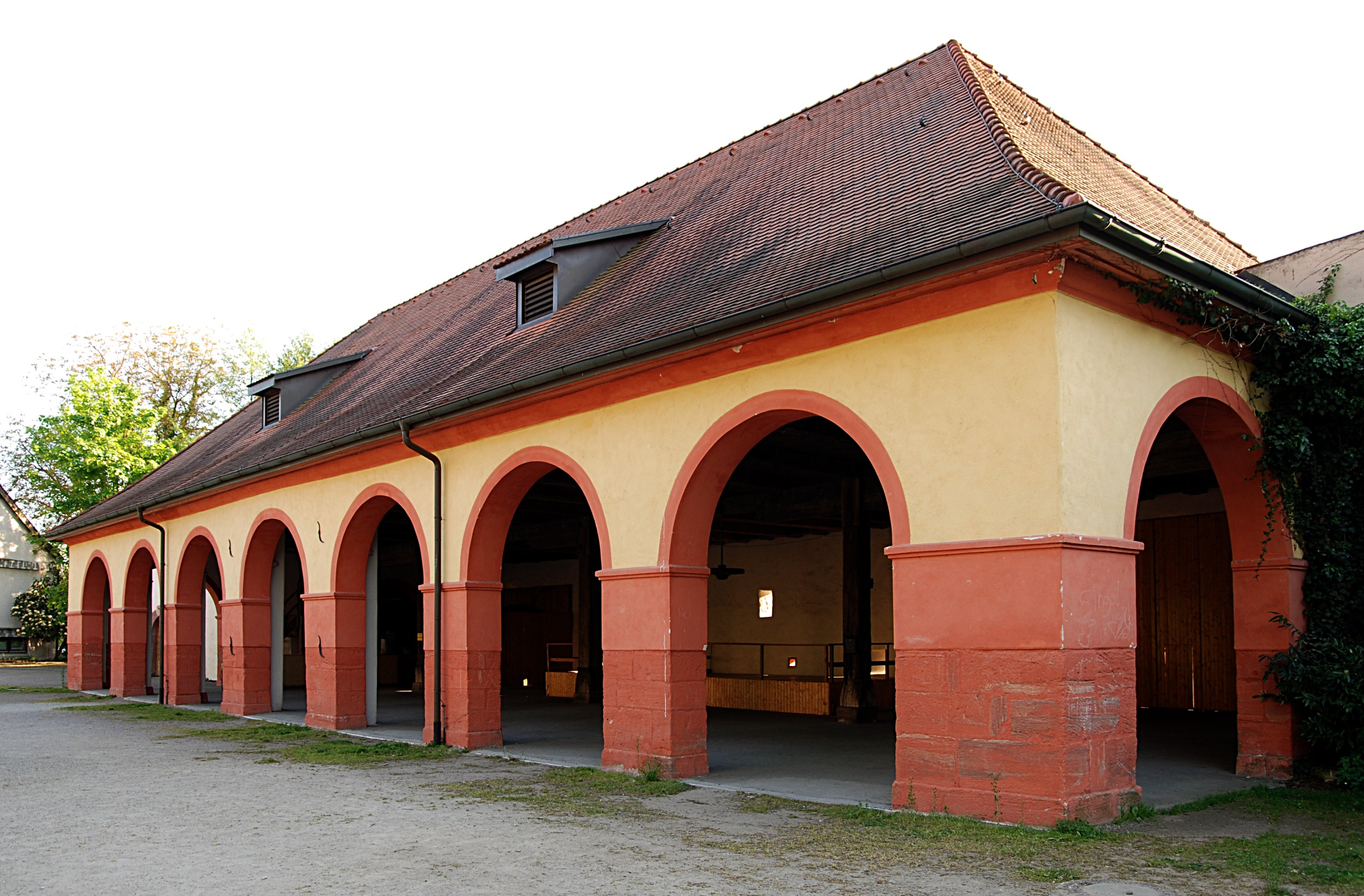
Bâtiment à arcades

Le moulin à eau du château de Beuggen a été construit en 1614 sous le commandeur Hans Caspar von Stadion. Le bief primitif d'alimentation du moulin à travers la cour du château est encore identifiable aux abords de ce dernier. Les meules en pierres du vieux moulin sont à proximité. L'école pour les enfants ayant des difficultés d'apprentissage utilise le vieux moulin pour des travaux de groupe et comme logement pour les enseignants.
Construit en 1794 par Franz Anton Bagnato, le bâtiment à arcades est probablement le dernier bâtiment des chevaliers teutoniques à Beuggen. Le mur extérieur donne sur les douves. Du côté de la Cour, il est percé de sept arcades en plein cintre. Le bâtiment servit de remise pour voitures et chariots. Aujourd'hui, la salle est utilisée pour des expositions, du théâtre, du cinéma, ou des concerts.

### Hôtellerie et grange

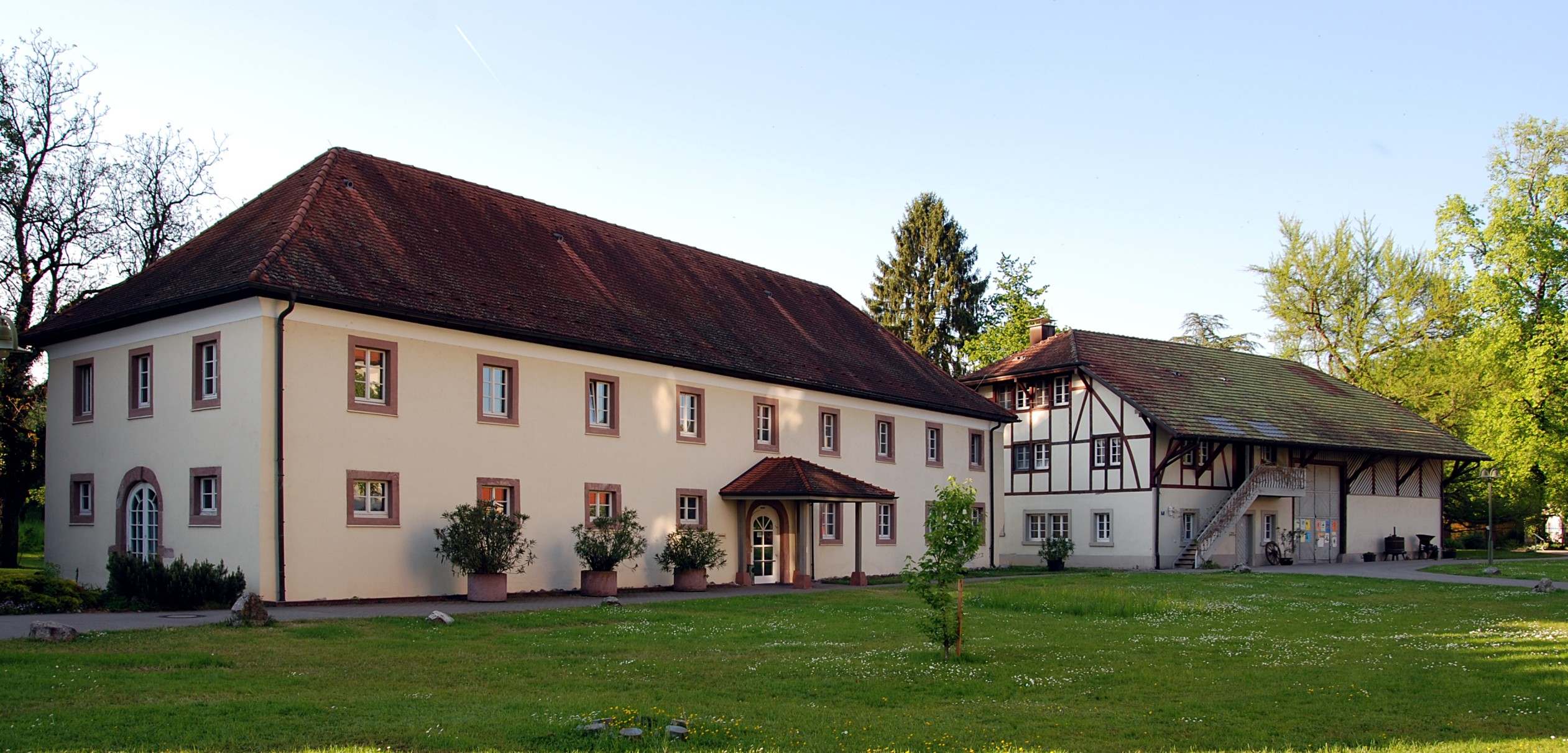
Hôtellerie et grange

Le bâtiment utilisé aujourd'hui comme auberge, servait à l'origine d'étable et d'écurie. La maison a été construite entre 1746 et 1747 sous la direction de Johann Caspar Bagnato. Les cochers et les domestiques étaient logés au premier étage. Au cours des années 1987 / 88, il fut transformé en chambre d'hôte de 28 chambres en partie accessible aux handicapés.
La grange fut reconstruite en 1902. Le bâtiment d'origine des années 1530 était une grange trois fois plus grande. Elle a brûlé en 1900, jusqu'au mur Nord. Ce dernier fut incorporé dans le nouveau bâtiment. En outre, il reste une pierre d'angle de l'édifice original située au milieu de la pelouse. Ces pierres servaient à protéger les bords des bâtiments lorsque les charrettes à foin amorçaient leur virage. Le contour de la construction originale est visible en fonction des différences de végétation sur le pré. Au rez-de-chaussée se trouve l'atelier du site de séjours. Au premier étage, un appartement rénové en 1988 est accessible par un escalier extérieur.

### Grenier à blé, maison de thé et ferme

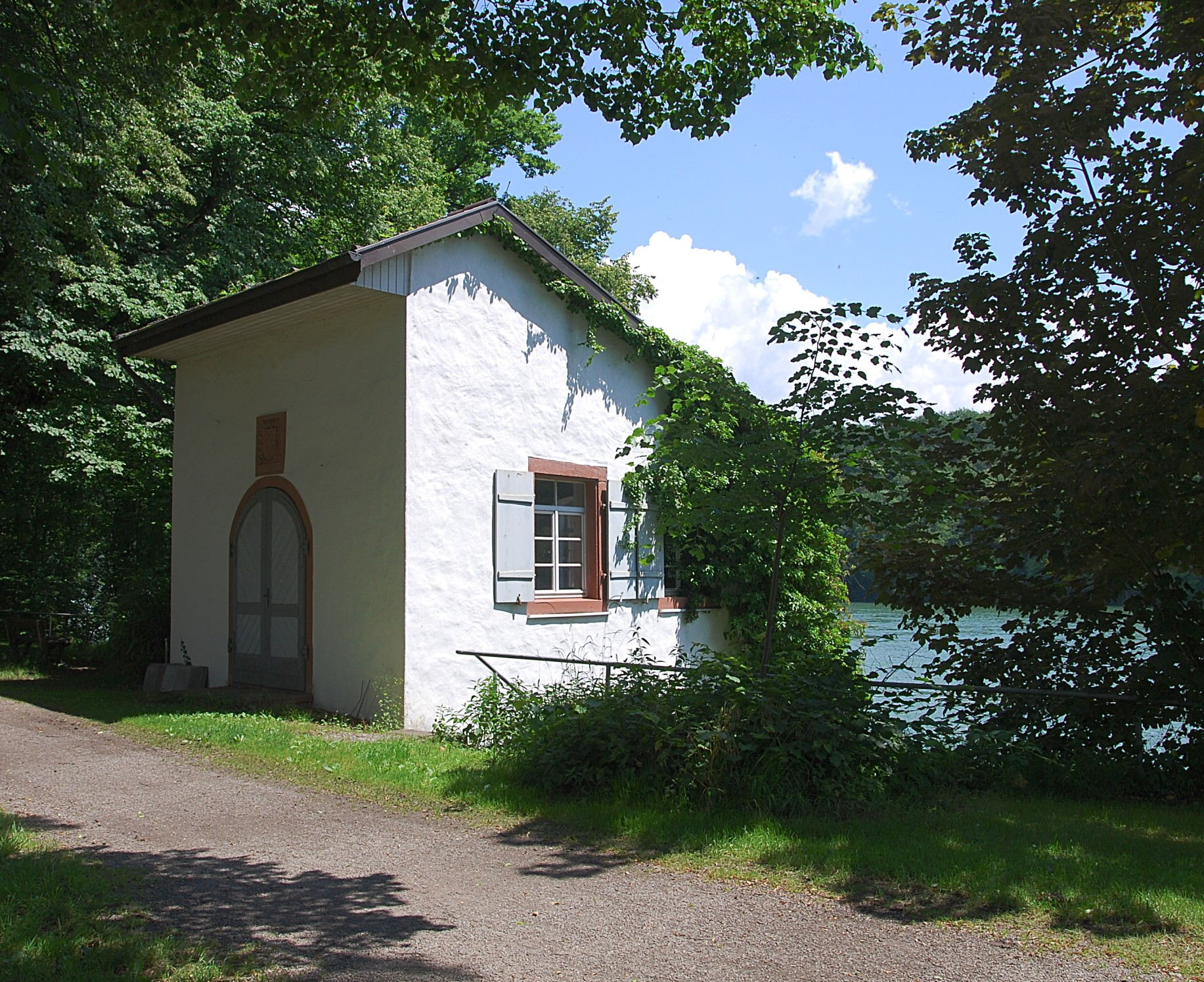
Maison de thé

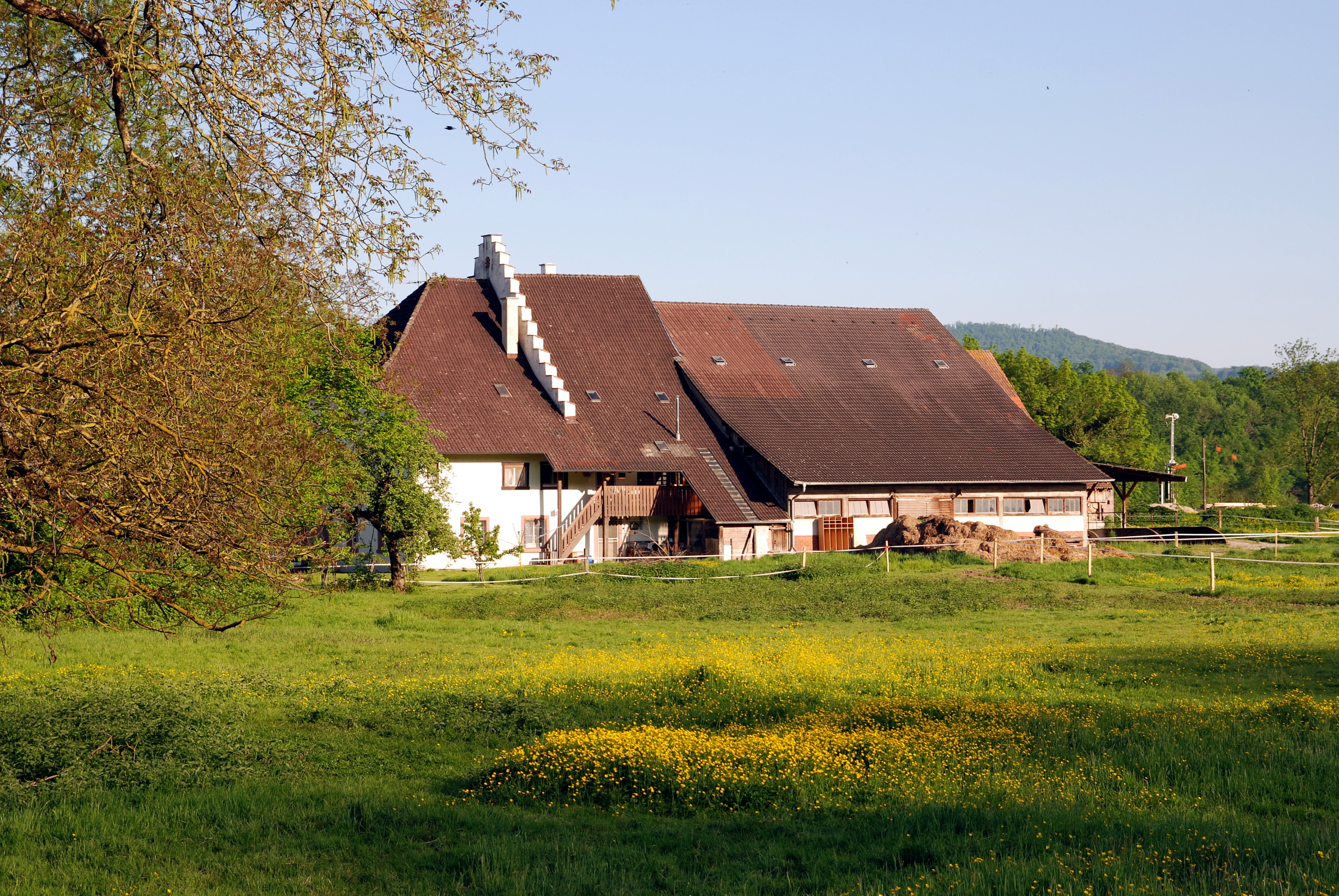
Ferme

Le grenier à blé a été construit à partir de 1600 en plusieurs phases. Des modifications et des ajouts ont été faits en 1668 et 1780. Autrefois, le bâtiment abritait le pressoir, la tonnellerie, une cave à vin et une menuiserie. À l'époque de l'institution pour enfants, le bâtiment a été utilisé comme gymnase. Depuis que le site sert de lieu de conférence et de rencontre, on y trouve des chambres d'hôte. Depuis 2006, une communauté chrétienne (communauté de Beuggen) vit dans le grenier à blé. Le grenier borde le bâtiment Friedrich Kraft nommé d'après Friedrich Kraft - prêtre et ancien directeur de l'orphelinat évangélique du château de Beuggen - qui accueille aujourd'hui la salle de la communauté, ainsi qu'une cuisine et une salle de séjour. Avant 1838, une remise à chariots se trouvait à la place de l'édifice.
La maison de thé directement au bord du Rhin, est un des rares témoins préservés d'un jardin baroque, prévu vers 1700 par le commandeur de Beuggen Johann Franz Freiherr von Reinach. Sur la porte d'entrée, un blason daté de 1694, est considéré comme un indice important du séjour de Kaspar Hauser. Situé le long d'une allée de tilleuls, ce bâtiment a été restauré en 1990.
Au sud, à l'extérieur du site de Beuggen se trouve une ferme. Elle est mentionnée dans la donation de 1246 et reste à sa place originale. La ferme a été de sécularisée en 1806 et est passée dans le secteur privé.